# Liste der Baudenkmäler in Neuhausen (München)
Auf dieser Seite sind die Baudenkmäler im Münchner Stadtteil Neuhausen im Stadtbezirk 9 Neuhausen-Nymphenburg aufgelistet. Zu diesen Baudenkmälern gibt es auch eine Bildersammlung und ein Fotoalbum mit ausgewählten Bildern.
Diese Liste ist Teil der Liste der Baudenkmäler in München. Grundlage ist die Bayerische Denkmalliste, die auf Basis des bayerischen Denkmalschutzgesetzes vom 1. Oktober 1973 erstmals erstellt wurde und seither durch das Bayerische Landesamt für Denkmalpflege geführt und aktualisiert wird. Die folgenden Angaben ersetzen nicht die rechtsverbindliche Auskunft der Denkmalschutzbehörde.

## Ensembles
- Dom-Pedro-Platz. Im Sinne des Vorschlags Karl Henricis, die Stadtlandschaft durch sinnvoll gesetzte Zentren zu strukturieren, hat Hans Grässel durch eine Gruppe von öffentlichen Bauten für Neuhausen ein solches Zentrum geschaffen, welches dem Schlossensemble Nymphenburg gegenübergestellt ist und in welchem dementsprechend der heimische Barock den Stil bestimmt. Altersheim (1904–1907 von Hans Grässel), Schule (1899–1900 von Hans Grässel) und Kirche (1899–1901 von Heilmann & Littmann) umgeben nicht nur einen begrünten Platz, sondern setzen, insbesondere durch ihre Turmbauten, Ziele. Durch das Waisenhaus (1896–1899 von Hans Grässel) wird zur weiterführenden Verkehrsstraße vermittelt. (E-1-62-000-9)

- Orffstraße. Der um die Jahrhundertwende angelegte und meist von dreigeschossigen Mietshäusern in offener Bauweise bebaute Südabschnitt der Orffstraße ist sowohl durch seine bauliche Einheitlichkeit (Staffel 8 der Staffelbauordnung) wie auch durch seine architektonisch-stilistische Vielfalt und seine Vorgartenanlagen mit reich verzierten Einfriedungen ausgezeichnet. (E-1-62-000-47)

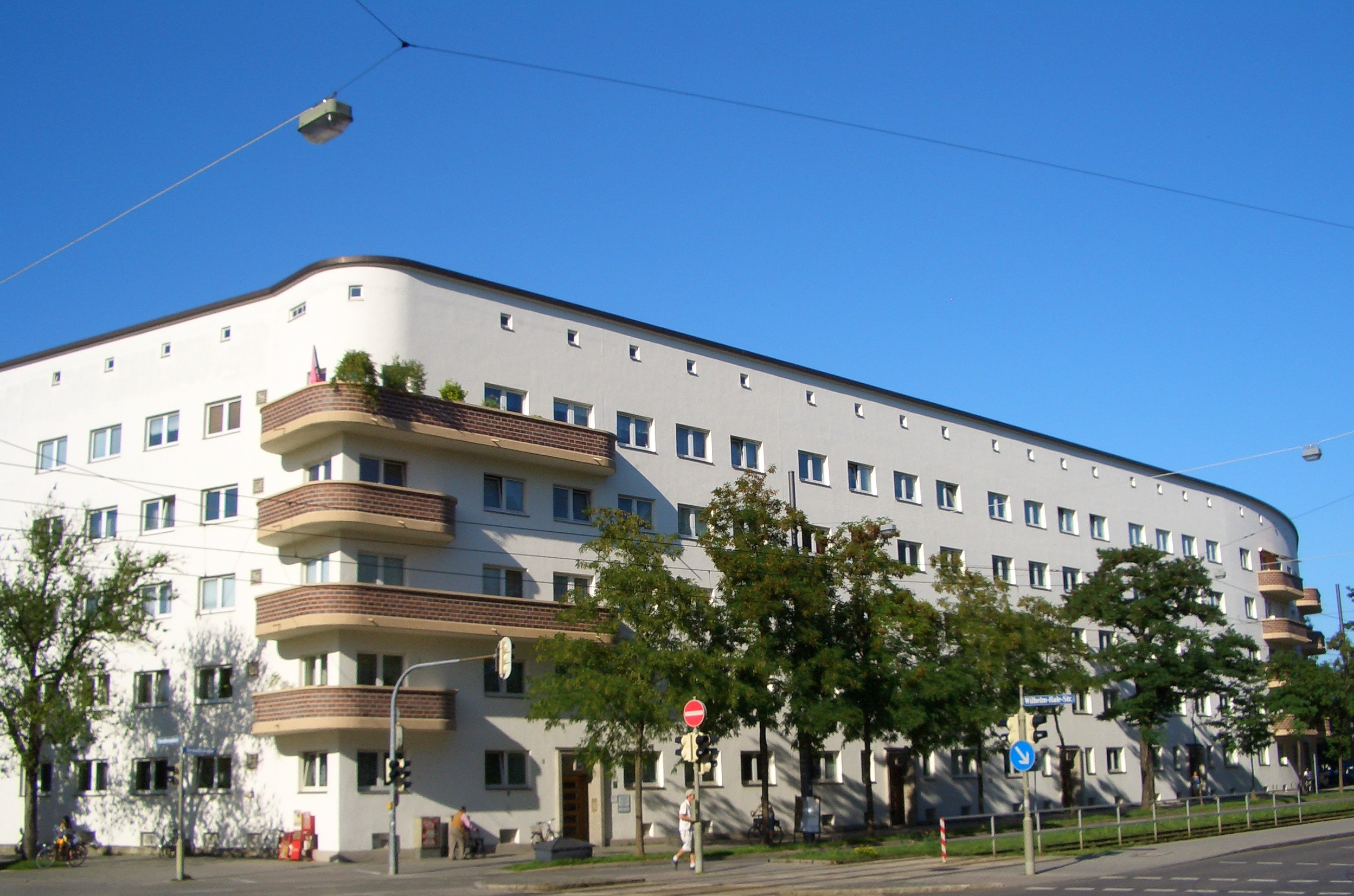
Siedlung Neuhausen

- Siedlung Neuhausen. Den Gesamtplan für die 1928–1930 für den Mittelstand von der Gemeinnützigen Wohnungsfürsorge AG München errichtete Großsiedlung entwarf Hans Döllgast. Durch lange Zeilen nach außen abgeschirmt, mit einem städtebaulich repräsentativen Kopfblock gegen Westen wurden leiterartig nord-süd-gerichtete Blöcke gereiht. Die spröde Askese der Gesamtplanung wurde bewusst ausgewogen durch die künstlerische Vielfalt im Entwurf der einzelnen Häuser und der Durchführung im Einzelnen. Die Blöcke wurden von verschiedenen Architekten, auch unterschiedlichster Provenienz, wie u. a. Gustav Gsaenger, Otho Orlando Kurz, Martin Mendler, Uli Seeck, Siegmund von Suchodolski, im gegebenen Rahmen individuell entworfen und mit entsprechend differenzierter Bauzier sowohl plastischer wie malerischer Art geschmückt (die Wandmalereien von Sepp Frank verloren); eine belebende Brunnenausstattung trat hinzu. Bescheidenheit in persönlichen Ansprüchen, Einordnung in ein straffes Gesamtsystem sollte durch ein verhältnismäßig reiches Angebot an öffentlicher Kunst und vor allem öffentlichen Kunstgewerbe entgolten werden: Zum Verständnis der künstlerischen und gesellschaftlichen Zielsetzungen der Zeit wird damit ein deutlich sprechendes Zeugnis abgelegt. (E-1-62-000-39)

- Villenkolonie Neuwittelsbach. Der bebaute Bereich südlich des Nymphenburger Kanals zwischen Renata- und Hubertusstraße und zwischen Prinzen- und Nibelungenstraße, einschließend Lachner-, Aiblinger- und Flüggenstraße und Abschnitte der Roman-, Monten- und Prinzenstraße mit dem Rondell Neuwittelsbach als Mittelpunkt, ist ein Ensemble. Es handelt sich um ein einheitlich gestaltetes, vornehmes Villenquartier des späten 19. und frühen 20. Jahrhunderts mit stark parkähnlichem Charakter. (E-1-62-000-40)

- Villenkolonie Gern. Der bebaute Bereich nördlich des Nymphenburger Kanals zwischen Klug-, Waisenhaus- und Gerner Straße (den südöstlichen Bereich ausgeklammert) ist ein Ensemble. Es umschreibt im Wesentlichen den Umfang der ältesten Münchner Reihenhaussiedlung im Villentypus und ist von wohnungsbaugeschichtlicher Bedeutung. Mit der Projektierung und Realisierung der sogenannten Villenkolonie Nymphenburg-Gern Ende des 19. Jahrhunderts wird innerhalb der städtebaulichen Entwicklung Münchens eine neue baupolitische Phase eingeleitet: Als sogenannte Terraingesellschaften gegründete Privatfirmen beginnen einen wichtigen Einfluss auf den Immobilienmarkt zu nehmen. Sie erwerben größere Mengen von Grundbesitz, parzellieren das Gelände, erschließen es in bautechnischer Hinsicht, planen die Bebauung, führen sie aus und bieten die Objekte zum Kauf an. (E-1-62-000-18)

## Einzeldenkmäler

### A
| Lage                                            | Objekt                        | Beschreibung | Akten-Nr.        | Bild                  |
| ----------------------------------------------- | ----------------------------- | --- | ---------------- | --------------------- |
| Aiblingerstraße 2 (Standort)                    | Doppelvilla                   | zweigeschossiger Satteldachbau mit Zwerchgiebeln, polygonalen Erkern und Altanen, um 1910; ein Block mit Jagdstraße 21 | D-1-62-000-112   | Doppelvilla           |
| Aiblingerstraße 3 (Standort)                    | Villa                         | zweigeschossiger historisierender Mansardwalmdachbau mit Eckturm, polygonalem Bodenerkerturm und Loggia, um 1910 | D-1-62-000-113   | Villa                 |
| Aiblingerstraße 5 (Standort)                    | Villa                         | zweigeschossiger historisierender Mansardwalmdachbau mit Erkern, um 1910 | D-1-62-000-114   | Villa                 |
| Aiblingerstraße 6 (Standort)                    | Villa                         | zweigeschossiger historisierender Mansardwalmdachbau mit Zwerchgiebel, Erker und Altane, 1910 von Emil Leykauf | D-1-62-000-115   | Villa                 |
| Aiblingerstraße 8 (Standort)                    | Villa                         | stattlicher zweigeschossiger Neubarockbau mit Walmdach, Risalitausbildung, Schweifgiebeln und hölzerner Altane, um 1900; mit Einfriedung, bauzeitlich | D-1-62-000-116   | weitere Bilder        |
| Albrechtstraße 7 (Standort)                     | Rupprecht-Gymnasium           | historisierend, mit Haustein-Bauplastik, bezeichnet 1911, von Hermann Buchert und Cajetan Pacher | D-1-62-000-152   | Rupprecht-Gymnasium   |
| Albrechtstraße 30 (Standort)                    | Mietshaus                     | mit Blendengliederung und Eckkuppel, um 1900 | D-1-62-000-153   | Mietshaus             |
| Albrechtstraße 31 (Standort)                    | Villa                         | Neurenaissance, mit schrägem Eckturm-Erker, Ende 19. Jahrhundert. | D-1-62-000-154   | Villa                 |
| Albrechtstraße 32 (Standort)                    | Mietshaus                     | Neurenaissance, mit Eckerker, um 1890/1900 | D-1-62-000-155   | Mietshaus             |
| Albrechtstraße 35 (Standort)                    | Mietshaus                     | Neurenaissance, mit Eckaufsatz, um 1900; Gruppe mit Nr. 37 | D-1-62-000-156   | Mietshaus             |
| Albrechtstraße 37 (Standort)                    | Mietshaus                     | Neurenaissance, mit Eckaufsatz, 1899/1900 von Alois Barbist; Gruppe mit Nr. 35. | D-1-62-000-157   | Mietshaus             |
| Albrechtstraße 41 (Standort)                    | Mietshaus                     | Neurenaissance, Ende 19. Jahrhundert; Gruppe mit Nr. 43 | D-1-62-000-158   | Mietshaus             |
| Albrechtstraße 43 (Standort)                    | Mietshaus                     | Neurenaissance, mit Stuckdekor, Ende 19. Jahrhundert; Gruppe mit Nr. 41 | D-1-62-000-159   | Mietshaus             |
| Albrechtstraße 45 (Standort)                    | Mietshaus                     | Jugendstil, mit Putzdekor und Zwerchgiebel, Anfang 20. Jahrhundert, Gruppe mit Horemansstraße 31. | D-1-62-000-160   | Mietshaus             |
| Albrechtstraße 47 (Standort)                    | Mietshaus                     | Jugendstil, mit Erker, Zwerchgiebel und seitlichem Relief, bezeichnet 1907, von Karl Fendt. | D-1-62-000-161   | Mietshaus             |
| Aldringenstraße 2 (Standort)                    | Mietshaus                     | Jugendstil, mit Erker, Putzdekor und Spuren von Bemalung; laut Inschrift 1910 für Andreas Gruber erbaut, nach Entwurf von Karl Fendt; vergleiche Nr. 4. | D-1-62-000-163   | Mietshaus             |
| Aldringenstraße 2a (Standort)                   | Niedriges Rückgebäude         | mit überkuppeltem Bodenerker, um 1900 | D-1-62-000-164   | Niedriges Rückgebäude |
| Aldringenstraße 4 (Standort)                    | Mietshaus                     | Jugendstil, 1910 von Karl Fendt; zur Gruppe Johann-von-Werthstraße 3/5 gehörig; vergleiche Nr. 2. | D-1-62-000-165   | Mietshaus             |
| Aldringenstraße 7 (Standort)                    | Mietshaus                     | Jugendstil, reich dekoriert, mit einspringender Ecke und Kuppelerkerturm, um 1900. | D-1-62-000-166   | Mietshaus             |
| Aldringenstraße 9 (Standort)                    | Mehrfamilienwohnhaus          | viergeschossiger Mansarddachbau mit Zwerchhaus im Jugendstil, von Ernst Dressler, 1907, Fassade purifiziert nach Plänen Hermann Selzers, 1935 | D-1-62-000-8079  | Mehrfamilienwohnhaus  |
| Aldringenstraße 10 (Standort)                   | Mietshaus                     | Jugendstil, mit Erker und Stuckdekor, Anfang 20. Jahrhundert. | D-1-62-000-167   | Mietshaus             |
| Aldringenstraße 12 (Standort)                   | Mietshaus                     | Jugendstil, breite asymmetrische Fassade mit zwei Erkern, Anfang 20. Jahrhundert. | D-1-62-000-168   | Mietshaus             |
| Aldringenstraße 13 (Standort)                   | Mietshaus                     | Jugendstil, mit in Breiterker eingefügten Balkonen, Anfang 20. Jahrhundert. | D-1-62-000-169   | Mietshaus             |
| Alfonsstraße 8 (Standort)                       | Alfonsschule                  | zweiflügeliger Bau mit Turm, plastischer Dekor, bezeichnet 1909, von Robert Rehlen | D-1-62-000-172   | weitere Bilder        |
| Alfonsstraße 11 (Standort)                      | Mietshaus                     | neubarocker Eckbau, mit zwei Bodenerkern, Eckturmerker, Zwerchgiebeln und sehr reichem Stuckdekor, 1900/01 von Ludwig Catharinus | D-1-62-000-173   | weitere Bilder        |
| Andréestraße 2 (Standort)                       | Mietshaus                     | barockisierender Eckbau, 1912 von Wilhelm Borchert | D-1-62-000-331   | weitere Bilder        |
| Andréestraße 4 (Standort)                       | Mietshaus                     | barockisierend, Anfang 20. Jahrhundert; Gruppe mit Nr. 6 | D-1-62-000-332   | Mietshaus             |
| Andréestraße 6 (Standort)                       | Mietshaus                     | barockisierend, Anfang 20. Jahrhundert; Gruppe mit Nr. 4 | D-1-62-000-333   | Mietshaus             |
| Andréestraße 16 (Standort)                      | Mietshaus                     | barockisierend, mit zwei Erkern, Putz- und Stuckdekor, um 1910 | D-1-62-000-334   | Mietshaus             |
| Andréestraße 17 (Standort)                      | Mietshaus                     | Jugendstil, Anfang 20. Jahrhundert | D-1-62-000-335   | Mietshaus             |
| Andréestraße 18 (Standort)                      | Mietshaus                     | viergeschossiger Eckbau mit Mansarddach, in verhalten moderner Gestaltung, von Andreas Buchinger, 1928; zugehörig Einfriedung, gleichzeitig | D-1-62-000-10116 | Mietshaus             |
| Arnulfstraße 107–163 (ungerade Nrn.) (Standort) | Postversuchssiedlung          | Großzügig funktionalistisch geplante Gesamtanlage von betont karger Erscheinung, um weiten Innenhof gruppiert, 1928–29 von Robert Vorhoelzer und Walther Schmidt für die Reichsforschungsgesellschaft für Wirtschaftlichkeit im Bau- und Wohnungswesen. Zugehörig: Burghausener Straße 1/3/5/7/9/11/13, Richelstraße 32/34/36/38 und Schäringerstraße 2/4/6/8/10/12/14/16/18/20. | D-1-62-000-410   | weitere Bilder        |
| Arnulfstraße 130 (Standort)                     | Mietshaus                     | in Ecklage, Jugendstil, mit Putzdekor, um 1900; Gruppe mit Nr. 132 | D-1-62-000-411   | Mietshaus             |
| Arnulfstraße 132 (Standort)                     | Mietshaus                     | Jugendstil, mit Eckaufsatz und Putzgliederung, um 1900; Gruppe mit Nr. 130. | D-1-62-000-412   | Mietshaus             |
| Arnulfstraße 134 (Standort)                     | Mietshaus                     | Eckbau im vereinfachten Neubarock, mit Eckaufsatz, 1903. | D-1-62-000-413   | Mietshaus             |
| Arnulfstraße 136 (Standort)                     | Mietshaus                     | barockisierender Jugendstil, mit Erker, Anfang 20. Jahrhundert | D-1-62-000-414   | Mietshaus             |
| Arnulfstraße 195 (Standort)                     | Gleishalle des Paketpostamtes | 1965–69 nach Plänen der Oberpostdirektion München durch Rudolf Rosenfeld und Herbert Zettel zusammen mit Ulrich Finsterwalder und Helmut Bomhard zum witterungsunabhängigen Be- und Entladen der Bahnpostwagen errichtet und verkehrstechnisch über 15 Gleise direkt an die Bahn angeschlossen; freitragende Halle von 124 Metern Länge, deren gefaltetes, aus 1600 Betonfertigteilen zusammengesetztes Flächentragwerk sich in einem 148 Meter weiten Bogen über 15 Bahnsteige spannt, beiderseits durch eine raumhohe Glaswand abgeschlossen; zur Zeit der Ausführung die weitestgespannte Halle der Welt aus Fertigteilen. | D-1-62-000-7800  | weitere Bilder        |
| Arnulfstraße 214/216/218/220/222/224 (Standort) | Wohnanlage                    | Geschlossene, vierflügelige Anlage in Formen der Neuen Sachlichkeit mit abgesenktem Hof, 1930–31 von Otho Orlando Kurz und Eduard Herbert als Teil der Großsiedlung Neuhausen der Gemeinnützigen Wohnungsfürsorge; städtebaulicher Kopf der Großsiedlung gegen Westen. Zugehörig: Wendl-Dietrich-Straße 23/25/27/29/31/33, Steubenplatz 1 und 2 und Gotelindenstraße 1/3/5/7/9. | D-1-62-000-416   | weitere Bilder        |
| Artilleriestraße 5 (Standort)                   | Mietshaus                     | neubarock, reich gegliedert, 1898 von Johann Lang; Gruppe mit Nr. 7 | D-1-62-000-418   | Mietshaus             |
| Artilleriestraße 7 (Standort)                   | Mietshaus                     | neubarock, mit Erker, reich gegliedert und stuckiert, 1897/98 von Johann Lang; Gruppe mit Nr. 5 | D-1-62-000-419   | Mietshaus             |
| Artilleriestraße 11 (Standort)                  | Mietshaus                     | Neurenaissance, mit Lisenen, um 1900 | D-1-62-000-420   | Mietshaus             |
| Artilleriestraße 19 (Standort)                  | Mietshaus                     | barockisierender Jugendstil, mit reichem Putzdekor, 1903 von Andreas Reinhart; Gruppe mit Nr. 21 | D-1-62-000-421   | Mietshaus             |
| Artilleriestraße 20 (Standort)                  | Villa                         | mit Erker, Schweifgiebel und dekorativer, 1893 bezeichnet Türumrahmung; an Nr. 18 anstoßend | D-1-62-000-422   | Villa                 |
| Artilleriestraße 21 (Standort)                  | Mietshaus                     | barockisierender Jugendstil, mit reichem Putzdekor, um 1900; Gruppe mit Nr. 19 | D-1-62-000-423   | Mietshaus             |
| Artilleriestraße 26 (Standort)                  | Mietshaus                     | Neurenaissance, zweigeschossig mit Mansarddach, spätes 19. Jahrhundert; Gruppe mit Nr. 28 und den vereinfachten Häusern Nr. 22, 24. | D-1-62-000-424   | Mietshaus             |
| Artilleriestraße 28 (Standort)                  | Mietshaus                     | Neurenaissance, zweigeschossig mit Mansarddach, spätes 19. Jahrhundert; Gruppe mit Nr. 26 und den vereinfachten Häusern Nr. 22, 24. | D-1-62-000-425   | Mietshaus             |
| Artilleriestraße 30 (Standort)                  | Mietshaus                     | zweigeschossig mit Mansarddach, mit Erker und Schweifgiebel an der abgeschrägten Ecke, um 1890/1900 | D-1-62-000-426   | weitere Bilder        |

### B
| Lage                                                   | Objekt                        | Beschreibung | Akten-Nr.       | Bild                          |
| ------------------------------------------------------ | ----------------------------- | --- | --------------- | ----------------------------- |
| Birkerstraße 2 (Standort)                              | Mietshaus                     | Neurenaissance, 1892; Gruppe mit Blutenburgstraße 37 | D-1-62-000-765  | Mietshaus                     |
| Birkerstraße 3 (Standort)                              | Mietshaus                     | Neurenaissance, um 1890; Gruppe mit Blutenburgstraße 35 | D-1-62-000-766  | Mietshaus                     |
| Blücherstraße 1 (Standort)                             | Mietshaus                     | viergeschossiger Walmdachbau in Ecklage mit breitem Dachhaus, Putzgliederung, Erker und Balkongittern, errichtet in Formen des Jugendstils, Anfang 20. Jahrhundert; Gruppe mit Nr. 3                       | D-1-62-000-783  | Mietshaus                     |
| Blücherstraße 3 (Standort)                             | Mietshaus                     | viergeschossiger Satteldachbau mit breitem Dachhaus, Putzdekor und Balkongittern, errichtet in Formen des Jugendstils, Anfang 20. Jahrhundert; Gruppe mit Nr. 1                                            | D-1-62-000-784  | Mietshaus                     |
| Blücherstraße 5 (Standort)                             | Mietshaus                     | zweigeschossiger historisierender Satteldachbau mit Dreiecksgiebel, von Johann Grübel, 1922 | D-1-62-000-785  | Mietshaus                     |
| Blücherstraße 7 (Standort)                             | Mietshaus                     | viergeschossiger historisierender Bau mit Doppelerkerfassade und Zwerchgiebel, Anfang 20. Jahrhundert; Gruppe mit Wilderich-Lang-Straße 9                                                                  | D-1-62-000-786  | Mietshaus                     |
| Blutenburgstraße 31 (Standort)                         | Mietshaus                     | Neurenaissance, Ende 19. Jahrhundert; Gruppe mit Elvirastraße 10 | D-1-62-000-817  | Mietshaus                     |
| Blutenburgstraße 35 (Standort)                         | Mietshaus                     | Neurenaissance-Eckbau, Ende 19. Jahrhundert; Gruppe mit Birkerstraße 3 | D-1-62-000-818  | Mietshaus                     |
| Blutenburgstraße 37 (Standort)                         | Mietshaus                     | Neurenaissance-Eckbau, 1891 von Josef Kalb; Gruppe mit Birkerstraße 2 | D-1-62-000-819  | Mietshaus                     |
| Blutenburgstraße 39 (Standort)                         | Mietshaus                     | Neurenaissance, Ende 19. Jahrhundert | D-1-62-000-820  | Mietshaus                     |
| Blutenburgstraße 41 (Standort)                         | Villa                         | deutsche Renaissance, Naturstein, 1889–90 von Julius Hofmann; im Vorgarten neubarocker Brunnen mit Putto                                                                                                   | D-1-62-000-821  | Villa                         |
| Blutenburgstraße 49 (Standort)                         | Mietshaus                     | Neurenaissance, um 1890 | D-1-62-000-822  | Mietshaus                     |
| Blutenburgstraße 51 (Standort)                         | Mietshaus                     | Neurenaissance, um 1890 | D-1-62-000-823  | Mietshaus                     |
| Blutenburgstraße 55 (Standort)                         | Mietshaus                     | Eckbau in deutscher Renaissance, um 1900 | D-1-62-000-824  | Mietshaus                     |
| Blutenburgstraße 57 (Standort)                         | Mietshaus                     | Giebel in deutscher Renaissance, 1899–1900 von Fritz Sedlmair | D-1-62-000-825  | Mietshaus                     |
| Blutenburgstraße 59 (Standort)                         | Mietshaus                     | neugotisch, mit reicher Gliederung und plastischem Dekor, bezeichnet 1900, von Josef Neumaier | D-1-62-000-826  | Mietshaus                     |
| Blutenburgstraße 61 (Standort)                         | Mietshaus                     | Neurenaissance, um 1880/90 | D-1-62-000-827  | Mietshaus                     |
| Blutenburgstraße 63 (Standort)                         | Mietshaus                     | Neurenaissance, um 1880/90 | D-1-62-000-828  | Mietshaus                     |
| Blutenburgstraße 65 (Standort)                         | Mietshaus                     | Neurenaissance, um 1880/90 | D-1-62-000-829  | Mietshaus                     |
| Blutenburgstraße 71 (Standort)                         | Löhe-Haus                     | Jugendstil-Eckhaus, Anfang 20. Jahrhundert | D-1-62-000-830  | Löhe-Haus                     |
| Blutenburgstraße 72/74/76 (Standort)                   | Mietshausgruppe               | drei fünfgeschossige Traufseitbauten mit Mittelerker und horizontaler Fassadenzonierung, in betont schlichter Gestaltung; Garagenhof mit Wäschetrocknungsterrasse; von Friedrich Lawatsch, bezeichnet 1937 | D-1-62-000-9762 | weitere Bilder                |
| Blutenburgstraße 80 (Standort)                         | Mietshaus                     | deutsche Renaissance, um 1900 | D-1-62-000-831  | weitere Bilder                |
| Blutenburgstraße 83 (Standort)                         | Mietshaus                     | deutsche Renaissance, reich dekorierter Erker, 1897 von Josef Kössler, 1952 aufgestockt | D-1-62-000-832  | weitere Bilder                |
| Blutenburgstraße 88 (Standort)                         | Mietshaus                     | neubarock, mit reichem Stuckdekor, 1890–91 von Johann Grübel | D-1-62-000-833  | weitere Bilder                |
| Blutenburgstraße 91 (Standort)                         | Mietshaus                     | neubarock, um 1900 | D-1-62-000-834  | Mietshaus                     |
| Blutenburgstraße 93 (Standort)                         | Mietshaus                     | neubarock, um 1900 | D-1-62-000-835  | Mietshaus                     |
| Blutenburgstraße 94 (Standort)                         | Mietshaus                     | Neurenaissance, um 1890 | D-1-62-000-836  | Mietshaus                     |
| Blutenburgstraße 98 (Standort)                         | Mietshaus                     | Neurenaissance, um 1890 | D-1-62-000-837  | weitere Bilder                |
| Blutenburgstraße 100/102 (Standort)                    | Mietshausgruppe               | barockisierend, mit Stuckdekor, bezeichnet 1909 bzw. 1910, Fassadenpreisträger 2005 | D-1-62-000-838  | weitere Bilder                |
| Blutenburgstraße 104 (Standort)                        | Mietshaus                     | barockisierender Eckbau, Anfang 20. Jahrhundert; Gruppe mit Gümbelstraße 3 und 5 | D-1-62-000-838  | Mietshaus                     |
| Blutenburgstraße 106 (Standort)                        | Mietshaus                     | neubarocker Eckbau, 1902 von Anton Hatzl | D-1-62-000-840  | weitere Bilder                |
| Blutenburgstraße 108 (Standort)                        | Mietshaus                     | deutsche Renaissance mit Jugendstilanklängen, reich gegliedert und dekoriert, um 1900 | D-1-62-000-841  | Mietshaus                     |
| Blutenburgstraße 110 (Standort)                        | Mietshaus                     | deutsche Renaissance, mit Stuckdekor, um 1900 | D-1-62-000-842  | Mietshaus                     |
| Blutenburgstraße 112 (Standort)                        | Mietshaus                     | Eckbau in deutscher Renaissance, um 1900 | D-1-62-000-843  | Mietshaus                     |
| Böcklinstraße 1 (Standort)                             | Villa                         | zweigeschossiger reich gegliederter Walmdachbau in historisierenden Formen, mit Schweifgiebel und Erkern, von Rudolf Hofmann, 1898–1903                                                                    | D-1-62-000-858  | Villa                         |
| Böcklinstraße 2/2a/4 (Standort)                        | Reihenhausgruppe              | reich gegliederte zweigeschossige Bauten in historisierenden Formen, mit (Turm-)erkern, Loggien und Giebelrisalit, von Rudolf Hofmann, 1904–1909                                                           | D-1-62-000-860  | weitere Bilder                |
| Böcklinstraße 3 (Standort)                             | Reihenhaus                    | zweigeschossiger Eckbau mit Satteldach in schlichten historisierenden Formen, von Rudolf Hofmann, um 1903; Gruppe mit Nr. 5 und 7                                                                          | D-1-62-000-861  | Reihenhaus                    |
| Böcklinstraße 5 (Standort)                             | Reihenhaus                    | zweigeschossiger Bau in Formen des Jugendstils mit Loggia und vorgezogenem Hauseingang, von Rudolf Hofmann, um 1903; Gruppe mit Nr. 3 und 7                                                                | D-1-62-000-863  | weitere Bilder                |
| Böcklinstraße 6 (Standort)                             | Reihenhaus                    | historisierender zweigeschossiger Bau mit über Eck gestellten Erker und übergiebelten Zwerchhaus, von Paul Böhmer, um 1905                                                                                 | D-1-62-000-864  | Reihenhaus                    |
| Böcklinstraße 7 (Standort)                             | Reihenhaus                    | historisierend, um 1910 von Rudolf Hofmann; Gruppe mit Nr. 3 und 5 | D-1-62-000-865  | weitere Bilder                |
| Böcklinstraße 10 (Standort)                            | Reihenhaus                    | historisierend, um 1903 von Albrecht und Franz Weideneder; Gruppe mit Nr. 2a, 2, 4, 4a (Neubau), 6 und 8 (Neubau)                                                                                          | D-1-62-000-866  | weitere Bilder                |
| Böcklinstraße 12 (Standort)                            | Villa in Ecklage              | historisierend, um 1895 von Heilmann & Littmann, 1923 Anbau von Berthold Neubauer; Gruppe mit Malsenstraße 56/58                                                                                           | D-1-62-000-867  | weitere Bilder                |
| Böcklinstraße 14 (Standort)                            | Reihenhaus                    | historisierend, um 1912 von Lorenz Krieg; Gruppe mit Nr. 16, 18 und 20 | D-1-62-000-868  | weitere Bilder                |
| Böcklinstraße 16/18/20 (Standort)                      | Reihenhäuser                  | historisierend, 1908 von Rudolf Hofmann; Gruppe mit Nr. 14 | D-1-62-000-869  | weitere Bilder                |
| Böcklinstraße 19 (Standort)                            | Reihenhaus in Ecklage         | neubarock, um 1893 von Heilmann & Littmann | D-1-62-000-870  | Reihenhaus in Ecklage         |
| Böcklinstraße 24/26/28/30 (Standort)                   | Reihenhausgruppe              | historisierend, 1905 von Paul Böhmer; vergleiche Nachbargruppe Tizianstraße 73/75 | D-1-62-000-872  | Reihenhausgruppe              |
| Böcklinstraße 25 (Standort)                            | Villa mit Eckerker            | um 1892 von Heilmann & Littmann | D-1-62-000-873  | Villa mit Eckerker            |
| Böcklinstraße 27 (Standort)                            | Villa                         | historisierend, um 1907 | D-1-62-000-875  | Villa                         |
| Böcklinstraße 31 (Standort)                            | Villa in Ecklage              | neubarock, um 1895 von Heilmann & Littmann; vergleiche Nr. 33/35/37 | D-1-62-000-877  | weitere Bilder                |
| Böcklinstraße 33/35/37 (Standort)                      | Reihenhausgruppe              | historisierend, um 1894–1901 von Heilmann & Littmann; im Anschluss an Nr. 31 | D-1-62-000-878  | Reihenhausgruppe              |
| Böcklinstraße 34/36/38 (Standort)                      | Reihenhausgruppe              | historisierend, 1904–05 von Rudolf Hofmann; hinter platzartiger Straßenerweiterung | D-1-62-000-879  | weitere Bilder                |
| Böcklinstraße 40/40a (Standort)                        | Doppelvilla                   | historisierend, 1907 von Rudolf Hofmann | D-1-62-000-884  | weitere Bilder                |
| Böcklinstraße 41/43/45/47/49/51/53/55 (Standort)       | Symmetrische Reihenhausgruppe | historisierend, die Eckhäuser Nr. 41 und 55 mit Fachwerk-Giebeln, 1893 von Heilmann & Littmann | D-1-62-000-885  | Symmetrische Reihenhausgruppe |
| Böcklinstraße 42/44/46/48/50/52/54/56/58/60 (Standort) | Reihenhausgruppe              | historisierend, um 1902–04 von Paul Böhmer | D-1-62-000-886  | weitere Bilder                |
| Böcklinstraße 57 (Standort)                            | Malerische Fachwerkvilla      | 1892 von Heilmann & Littmann | D-1-62-000-901  | Malerische Fachwerkvilla      |
| Böcklinstraße 62 (Standort)                            | Reihenhaus                    | historisierend, um 1924 von Paul Böhmer; an die Reihenhausgruppe Nr. 42–60 (gerade Nrn.) anschließend | D-1-62-000-903  | Reihenhaus                    |
| Bothmerstraße 1 (Standort)                             | Mietshaus                     | Neurenaissance, mit Kuppelturm an der Ecke, 1897 von den Gebrüdern Hönig, Tektur 1898 von Julius Volk. | D-1-62-000-937  | weitere Bilder                |
| Bothmerstraße 2 (Standort)                             | Mietshaus                     | Neurenaissance, dreigeschossig, Rohbackstein mit Putzgliederungen um 1890/1900. | D-1-62-000-938  | Mietshaus                     |
| Bothmerstraße 3 (Standort)                             | Mietshaus                     | deutsche Renaissance, mit kuppelgekröntem Bodenerker, reich dekoriert, um 1900 | D-1-62-000-939  | weitere Bilder                |
| Bothmerstraße 4 (Standort)                             | Mietshaus                     | Neurenaissance, mit erhöhtem Eckrisalit, um 1900 | D-1-62-000-940  | Mietshaus                     |
| Bothmerstraße 6 (Standort)                             | Malerische Villa              | barockisierender Jugendstil, mit Erker und Schweifgiebel, bezeichnet 1902, von Nikolaus Debold | D-1-62-000-941  | Malerische Villa              |
| Bothmerstraße 7 (Standort)                             | Freistehendes Jugendstilhaus  | dreigeschossig, mit Mittelerker zwischen Balkonen und reichem Stuck, Anfang 20. Jahrhundert | D-1-62-000-942  | weitere Bilder                |
| Bothmerstraße 8 (Standort)                             | Sehr malerische Villa         | deutsche Renaissance, um 1900 | D-1-62-000-943  | Sehr malerische Villa         |
| Bothmerstraße 11/13 (Standort)                         | Villenartiges Mietshaus       | deutsche Renaissance, zweigeschossig, mit Eckturm um 1900; Block mit Nr. 13 | D-1-62-000-945  | weitere Bilder                |
| Bothmerstraße 12 (Standort)                            | Villa                         | barockisierend, mit rundem Erkerturm an der Ecke, um 1900 | D-1-62-000-946  | Villa                         |
| Bothmerstraße 15 (Standort)                            | Villa                         | deutsche Renaissance, mit Eckturm und Holzlauben-Balkonen, bezeichnet 1899, von Benedikt Beggel; malerischer Block mit Nr. 17                                                                              | D-1-62-000-948  | weitere Bilder                |
| Bothmerstraße 16 (Standort)                            | Villa                         | barockisierend, mit rundem Erkerturm an der Ecke, 1897 von Heinrich Lang | D-1-62-000-949  | weitere Bilder                |
| Bothmerstraße 17 (Standort)                            | Villa                         | deutsche Renaissance, 1898 von Oskar Dietrich und Martin Heinrich Voigt; malerischer Block mit Nr. 15 | D-1-62-000-950  | weitere Bilder                |
| Bothmerstraße 18 (Standort)                            | Villa                         | deutsche Renaissance, mit Eckerker und Eckturm, um 1900 | D-1-62-000-951  | weitere Bilder                |
| Bothmerstraße 19 (Standort)                            | Villa                         | barockisierender Jugendstil, mit kuppelgekröntem Bodenerkerturm an der Ecke, um 1900 | D-1-62-000-952  | weitere Bilder                |
| Bothmerstraße 20 (Standort)                            | Eckhaus                       | neuklassizistisch, dreigeschossig, reich durch Erker gegliedert, erbaut 1914 | D-1-62-000-953  | Eckhaus                       |
| Burghausener Straße 1/3/5/7/9/11/13 (Standort)         | Teil einer Wohnanlage         | 1928–29 von Robert Vorhoelzer und Walther Schmidt; siehe Arnulfstraße 107–163 (ungerade Nrn.) | D-1-62-000-410  | weitere Bilder                |
| Burghausener Straße 6 (Standort)                       | Mietshaus                     | barockisierender Jugendstil-Eckbau, 1909 von Baumeister Michael Weltmeier; samt Vorgartenzaun | D-1-62-000-1030 | weitere Bilder                |

### D
| Lage                                                                      | Objekt                                    | Beschreibung | Akten-Nr.       | Bild                                      |
| ------------------------------------------------------------------------- | ----------------------------------------- | --- | --------------- | ----------------------------------------- |
| Dachauer Straße 102 (Standort)                                            | Mietshaus                                 | historisierend, mit drei Erkern und Schweif-Mittelgiebel, um 1910 | D-1-62-000-1159 | Mietshaus                                 |
| Dachauer Straße 106/108 (Standort)                                        | Symmetrische Wohnblöcke                   | historisierend, mit Erker, Mittelgiebeln und Eckzwiebeltürmchen, um 1910 | D-1-62-000-1160 | Symmetrische Wohnblöcke                   |
| Dachauer Straße 110 (Standort)                                            | Zwei Lagerhallen / Halle 1                | Lagerhalle der städtischen Wasserwerke | D-1-62-000-7824 | Zwei Lagerhallen / Halle 1                |
| Dachauer Straße 110 (Standort)                                            | Zwei Lagerhallen / Halle 3                | Lagerhalle der städtischen Wasserwerke | D-1-62-000-7824 | Zwei Lagerhallen / Halle 3                |
| Dachauer Straße 185 (Standort)                                            | Mietshaus                                 | historisierender Eckbau zum Leonrodplatz, Anfang 20. Jahrhundert | D-1-62-000-1169 | weitere Bilder                            |
| Dachauer Straße 187 (Standort)                                            | Mietshaus                                 | historisierend, Anfang 20. Jahrhundert | D-1-62-000-1170 | Mietshaus                                 |
| Dachauer Straße 189 (Standort)                                            | Mietshaus                                 | historisierend, 1910/11 von Heinrich Stengel und Paul Hofer | D-1-62-000-1171 | Mietshaus                                 |
| Dachauer Straße 201 (Standort)                                            | Mietshaus                                 | barockisierender Eckbau, 1914 von J. Weinmayer | D-1-62-000-1172 | Mietshaus                                 |
| Dachauer Straße 217/219 (Standort)                                        | Wohnanlage                                | Anlage des Gemeinnützigen Wohnungsvereins, historisierend, 1909–11 von Johann Mund; mit Erhard-Auer-Straße 2/4/6/8/10/12 und Heideckstraße 1/3/5/7/9/11. | D-1-62-000-1173 | Wohnanlage                                |
| Dantestraße 14/16 (Standort)                                              | Stadion an der Dantestraße                | Tribünenbau mit Überdachung, zugangsseitig mit mehrläufiger Treppe und großen Bogenöffnungen, teils verputzt, teils betonsichtig; Eingangsbauwerk, Toranlage mit 5 Durchgängen und seitlich niedrigeren Flügeln, betonsichtig und mit Sgraffiti; von Fritz Beblo und Karl Meitinger, 1927/28. | D-1-62-000-9967 | weitere Bilder                            |
| Dantestraße 22 (Standort)                                                 | Malerisches Eckhaus                       | neubarock, um 1905 von Konrad Böhm, samt Vorgarten-Pfeilerzaun; bildet mit Nr. 33 eine das Nordende der Straße flankierende Gruppe, die den Platz vor dem Westfriedhof südlich abschließt | D-1-62-000-1233 | Malerisches Eckhaus                       |
| Dantestraße 33 (Standort)                                                 | Malerisches Eckhaus                       | barockisierender Jugendstil, 1911, samt Vorgartenzaun und -tor; Gruppe mit Nr. 22, vergleiche dort | D-1-62-000-1234 | Malerisches Eckhaus                       |
| Dom-Pedro-Platz 2 (Standort)                                              | Volksschule                               | barockisierender, reich gegliederter Gruppenbau, 1899–1900 von Hans Grässel; Hofmauer, mit Kugeln besetzt | D-1-62-000-1311 | weitere Bilder                            |
| Dom-Pedro-Platz 3 (Standort)                                              | Evang.-Luth. Pfarrhaus der Christuskirche | deutsche Renaissance, 1899–1900 von Heilmann & Littmann, bildet mit der Kirche eine Gruppe | D-1-62-000-1312 | Evang.-Luth. Pfarrhaus der Christuskirche |
| Dom-Pedro-Platz 4 (Standort)                                              | Evang.-Luth. Christuskirche               | neugotisch mit Spitzturm, 1899–1901 von Heilmann & Littmann; Gruppe mit Nr. 3 | D-1-62-000-1313 | weitere Bilder                            |
| Dom-Pedro-Platz 5 (Standort)                                              | Gemeindezentrum der Christuskirche        | neuklassizistischer Walmdachbau mit Säulenbalkon am Portal, 1925/26 von Eugen Hönig und Karl Söldner | D-1-62-000-1314 | Gemeindezentrum der Christuskirche        |
| Dom-Pedro-Platz 6 (Standort)                                              | Altenheim Heilig Geist                    | Weitläufiger, klosterartiger Neubarock-Komplex mit geschlossenem Innenhof und nach Osten offenem Außenhof, 1904–07, von Hans Grässel. In der Mitte des Westflügels reich ausgestattete katholische Kirche mit Turm; mit Ausstattung; vor dem Kircheneingang und dem Hauptportal im Süden steinerne Balkonvorbauten. Im Süden, Westen und Norden Vorgartenzäune mit Vasenpfeilern an den Ecken und zu Seiten der Mitteleingänge. Im Osten Garten mit mehreren Steinfiguren, Brunnen und Balustraden. An seiner Nordseite (entlang der Hanebergstraße) das gutshofartige Wirtschaftsgebäude. In der Mauer an der Hanebergstraße und Paschstraße barockisierende Tore. Erweiterungsbau im Südosten (Braganzastraße 8) modern. | D-1-62-000-1315 | weitere Bilder                            |
| Dom-Pedro-Straße 1 (Standort)                                             | Mietshaus                                 | Jugendstil-Eckbau am Leonrodplatz, Anfang 20. Jahrhundert | D-1-62-000-1316 | Mietshaus                                 |
| Dom-Pedro-Straße 2 (Standort)                                             | Mietshaus                                 | abgerundeter Jugendstil-Eckbau am Leonrodplatz, Anfang 20. Jahrhundert | D-1-62-000-1317 | weitere Bilder                            |
| Dom-Pedro-Straße 25/27/29/31/33/35/37 (Standort)                          | Wohnhausanlage                            | barockisierend, um 1910/20; mit Fuetererstraße 20/22/24/26/28 | D-1-62-000-1318 | Wohnhausanlage                            |
| Dom-Pedro-Straße 39 (Standort)                                            | Kath. Pfarrkirche St. Theresia            | neubarock, 1922–24; mit Ausstattung; Gruppe mit dem neubarocken Karmeliterkloster St. Theresia, bezeichnet 1922; beide von Franz Xaver Boemmel | D-1-62-000-1319 | weitere Bilder                            |
| Donnersbergerstraße 7 (Standort)                                          | Mietshaus                                 | später Jugendstil, mit Balkongittern, 1914 von Sebastian Fischer. | D-1-62-000-1321 | Mietshaus                                 |
| Donnersbergerstraße 11/13/13a/15/17/19/21/23/25/27/29/31/33/35 (Standort) | Repräsentative Hauptfront                 | einer großen genossenschaftlichen Wohnanlage der Eisenbahn, durch Erker und Giebelrisalite gegliedert, 1909–12 von Hans Eisenrieth und Julius Groeschel | D-1-62-000-1322 | Repräsentative Hauptfront                 |
| Donnersbergerstraße 22a (Standort)                                        | Mietshaus                                 | Neurenaissance, mit Spitzhelm über der polygonal abgerundeten Ecke, um 1890 | D-1-62-000-1323 | Mietshaus                                 |
| Donnersbergerstraße 32 (Standort)                                         | Mietshaus                                 | Eckbau in deutscher Renaissance, mit Eckturm und zwei Erkern, um 1900 | D-1-62-000-1325 | Mietshaus                                 |
| Donnersbergerstraße 37 (Standort)                                         | Mietshaus                                 | Eckbau mit Zwiebelturm, vereinfacht; mit Nr. 39, 41 und 43 Gruppe des frühen 20. Jahrhunderts | D-1-62-000-1327 | Mietshaus                                 |
| Donnersbergerstraße 39 (Standort)                                         | Mietshaus                                 | mit Zwerchgiebel, Anfang 20. Jahrhundert, vereinfacht; Gruppe mit 37, 41 und 43 | D-1-62-000-1328 | Mietshaus                                 |
| Donnersbergerstraße 41 (Standort)                                         | Mietshaus                                 | historisierend, mit Erker und Zwerchgiebel, Anfang 20. Jahrhundert; Gruppe mit 37, 39 und 43 | D-1-62-000-1329 | Mietshaus                                 |
| Donnersbergerstraße 42 (Standort)                                         | Mietshaus                                 | neubarock, mit rustizierten Lisenen und Eckturm, um 1900 | D-1-62-000-1330 | weitere Bilder                            |
| Donnersbergerstraße 43 (Standort)                                         | Mietshaus                                 | historisierend, mit Erker und Zwerchgiebel, Anfang 20. Jahrhundert; Gruppe mit Nr. 37, 39 und 41 | D-1-62-000-1331 | Mietshaus                                 |
| Donnersbergerstraße 44a (Standort)                                        | Mietshaus                                 | schlichte Neurenaissance, am geschweiften Zwerchgiebel Kartusche mit Baudatum 1901, von Eduard Müller | D-1-62-000-1332 | weitere Bilder                            |
| Donnersbergerstraße 46 (Standort)                                         | Mietshaus                                 | deutsche Renaissance, mit Erker und Schweifgiebel, um 1900; bildet eine Gruppe mit Nr. 48, 50 und 50a | D-1-62-000-1333 | Mietshaus                                 |
| Donnersbergerstraße 47 (Standort)                                         | Mietshaus                                 | malerischer Jugendstil-Eckbau, mit Bodenerker, Giebel, Stuckreliefs und Hausfigur, bezeichnet 1904 | D-1-62-000-1334 | weitere Bilder                            |
| Donnersbergerstraße 48 (Standort)                                         | Mietshaus                                 | deutsche Renaissance mit Jugendstil-Einschlag, mit reichem Dekor, um 1900; Gruppe mit Nr. 46, 50 und 50a | D-1-62-000-1335 | weitere Bilder                            |
| Donnersbergerstraße 49 (Standort)                                         | Mietshaus                                 | Jugendstil, mit Zwerchgiebel, am Erker Stuckrelief bezeichnet 1911; Gruppe mit Nr. 51, 53, 55 und 57 | D-1-62-000-1336 | weitere Bilder                            |
| Donnersbergerstraße 50 (Standort)                                         | Mietshaus                                 | deutsche Renaissance mit Jugendstil-Einschlag, mit reichem Dekor, um 1900; Gruppe mit 46, 48 und 50a | D-1-62-000-1337 | weitere Bilder                            |
| Donnersbergerstraße 50a (Standort)                                        | Mietshaus                                 | deutsche Renaissance mit Jugendstil-Einschlag, mit Erker, Schweifgiebel und reichem Dekor, um 1900; Gruppe mit Nr. 46, 48 und 50 | D-1-62-000-1338 | weitere Bilder                            |
| Donnersbergerstraße 51 (Standort)                                         | Mietshaus                                 | barockisierender Jugendstil, mit Erker, mittlerem Schweifgiebel und reichem Stuckreliefdekor, bezeichnet 1911; Gruppe mit Nr. 49, 53, 55 und 57 | D-1-62-000-1339 | weitere Bilder                            |
| Donnersbergerstraße 53 (Standort)                                         | Mietshaus                                 | barockisierender Jugendstil, mit Erker und Schweifgiebel, bezeichnet 1912; Gruppe mit Nr. 49, 51, 55 und 57 | D-1-62-000-1340 | weitere Bilder                            |
| Donnersbergerstraße 54 (Standort)                                         | Mietshaus                                 | Jugendstil, mit reichem Stuckdekor, Anfang 20. Jahrhundert | D-1-62-000-1341 | weitere Bilder                            |
| Donnersbergerstraße 55 (Standort)                                         | Mietshaus                                 | barockisierender Jugendstil, mit Erker und Schweifgiebel, um 1912; Gruppe mit Nr. 49, 51, 53 und 57 | D-1-62-000-1342 | weitere Bilder                            |
| Donnersbergerstraße 57 (Standort)                                         | Mietshaus                                 | barockisierender Jugendstil, mit geschweiftem Zwerchgiebel und Putzgliederung, um 1912; Gruppe mit Nr. 49, 51, 53 und 55 | D-1-62-000-1343 | weitere Bilder                            |

### E
| Lage                                        | Objekt                                 | Beschreibung | Akten-Nr.       | Bild                                   |
| ------------------------------------------- | -------------------------------------- | --- | --------------- | -------------------------------------- |
| Erhard-Auer-Straße 2/4/6/8/10/12 (Standort) | Teil einer historisierenden Wohnanlage | von Johann Mund; an Nr. 2 Gedenktafel an die Vollendung 1911; siehe Dachauer Straße 217/219                                   | D-1-62-000-1173 | Teil einer historisierenden Wohnanlage |
| Elvirastraße 1 (Standort)                   | Mietshaus                              | Neurenaissance, mit Erker, reich gegliedert, 1888 von Carl Wilhelm Warmbach; bildet eine Einheit mit Nymphenburger Straße 95. | D-1-62-000-1511 | weitere Bilder                         |
| Elvirastraße 3/5 (Standort)                 | Doppelmietshaus                        | Neurenaissance in Rohbackstein, mit Putzgliederung und Steinerkern an den Turmrisaliten, um 1890/1900.                        | D-1-62-000-1512 | weitere Bilder                         |
| Elvirastraße 4 (Standort)                   | Stattliches Mietshaus                  | neubarock, mit zwei Steinerkern und Eckaufsatz, um 1900                                                                       | D-1-62-000-1513 | Stattliches Mietshaus                  |
| Elvirastraße 9 (Standort)                   | Mietshaus                              | Neurenaissance, mit Turmerker an der Ecke, um 1890                                                                            | D-1-62-000-1515 | weitere Bilder                         |
| Elvirastraße 10 (Standort)                  | Mietshaus                              | Neurenaissance, mit Ecktürmchen, reich gegliedert, um 1890; Gruppe mit Blutenburgstraße 31                                    | D-1-62-000-1516 | Mietshaus                              |

### F
| Lage                                      | Objekt                          | Beschreibung | Akten-Nr.       | Bild                            |
| ----------------------------------------- | ------------------------------- | --- | --------------- | ------------------------------- |
| Fasaneriestraße 4 (Standort)              | Mietshaus                       | deutsche Renaissance, mit Treppengiebel am Mittelrisalit und Stuckdekor, bezeichnet 1903                                     | D-1-62-000-1627 | Mietshaus                       |
| Fasaneriestraße 8 (Standort)              | Mietshaus                       | Neurenaissance, um 1890 | D-1-62-000-1628 | Mietshaus                       |
| Fasaneriestraße 10 (Standort)             | Mietshaus                       | Neurenaissance-Eckbau, reich gegliedert, um 1890                                                                             | D-1-62-000-1629 | Mietshaus                       |
| Flüggenstraße 2 (Standort)                | Villa                           | historisierend, 1922 von Eugen Drollinger                                                                                    | D-1-62-000-1710 | Villa                           |
| Flüggenstraße 4 (Standort)                | Villa                           | historisierend, um 1910 | D-1-62-000-1712 | Villa                           |
| Flüggenstraße 6 (Standort)                | Villa                           | historisierend, um 1910 | D-1-62-000-1714 | Villa                           |
| Flüggenstraße 8 (Standort)                | Villa                           | historisierend, um 1910 | D-1-62-000-1715 | Villa                           |
| Flüggenstraße 10 (Standort)               | Villa                           | historisierend, 1909 von Theodor Fischer                                                                                     | D-1-62-000-1717 | Villa                           |
| Flüggenstraße 12 (Standort)               | Villa                           | deutsche Renaissance, reich gegliedert, 1899 von Gebrüdern Hallinger                                                         | D-1-62-000-1719 | weitere Bilder                  |
| Frundsbergstraße 5 (Standort)             | Mietshaus                       | Jugendstil, mit zwei Erkern, Zwerchgiebel, reichem Stuckdekor und Kratzputzfries, um 1900.                                   | D-1-62-000-1945 | weitere Bilder                  |
| Frundsbergstraße 8 (Standort)             | Mietshaus                       | Jugendstil, mit zwei Erkern und Putzgliederung, Anfang 20. Jahrhundert                                                       | D-1-62-000-1946 | Mietshaus                       |
| Frundsbergstraße 9 (Standort)             | Mietshaus                       | barockisierender Jugendstil, Eckbau mit Eckturmerker und reichem Stuckdekor, bezeichnet 1900                                 | D-1-62-000-1947 | weitere Bilder                  |
| Frundsbergstraße 10 (Standort)            | Mietshaus                       | barockisierend, mit Breiterker, um 1900                                                                                      | D-1-62-000-1948 | Mietshaus                       |
| Frundsbergstraße 18 (Standort)            | Mietshaus                       | in Ecklage, durch Erker kräftig gegliedert, im Kern um 1900                                                                  | D-1-62-000-1949 | Mietshaus                       |
| Frundsbergstraße 20 (Standort)            | Mietshaus                       | Neurenaissance, zweigeschossig mit Eckerker und Turmaufsatz, um 1900                                                         | D-1-62-000-1950 | Mietshaus                       |
| Frundsbergstraße 21 (Standort)            | Mietshaus                       | deutsche Renaissance, mit Erkerrisalit und Stuckdekor, bezeichnet 1898                                                       | D-1-62-000-1951 | Mietshaus                       |
| Frundsbergstraße 34/36/38/40 (Standort)   | Zweigeschossige Wohnhausgruppe  | deutsche Renaissance, um 1896; Nr. 34 und das vereinfachte Haus Nr. 40 mit Eckaufsätzen                                      | D-1-62-000-1952 | Zweigeschossige Wohnhausgruppe  |
| Fuetererstraße 3/5/7/9 (Standort)         | Zweigeschossiger Mietshausblock | Neurenaissance-Mansarddachhäuser, Ende 19. Jahrhundert; Pendant zur Gruppe 11, 13, 15, 17                                    | D-1-62-000-1978 | Zweigeschossiger Mietshausblock |
| Fuetererstraße 4 (Standort)               | Eckhaus eines Mietshausblock    | zweigeschossiger historisierender Mansarddachbau mit Eckaufsätzen und Kastenerker, 1893, später verkleidet                   | D-1-62-000-1977 | Eckhaus eines Mietshausblock    |
| Fuetererstraße 6/8/10/12/14/16 (Standort) | Symmetrische Mietshausgruppe    | historisierend, mit einzelnen Erkern und Giebeln, 1893 erbaut                                                                | D-1-62-000-1979 | Symmetrische Mietshausgruppe    |
| Fuetererstraße 11/13/15/17 (Standort)     | Zweigeschossiger Mietshausblock | Neurenaissance-Mansarddachhäuser, 1893 für den Münchner Bau- und Sparverein erbaut; Pendant zur Gruppe 3, 5, 7, 9.           | D-1-62-000-1986 | Zweigeschossiger Mietshausblock |
| Fuetererstraße 14/16 (Standort)           | Mietshausblock                  | zweigeschossiger historisierender Mansarddachbau mit Eckaufsätzen und Kastenerker, 1893                                      | D-1-62-000-1981 | Mietshausblock                  |
| Fuetererstraße 20/22/24/26 (Standort)     | Mietshausreihe                  | barockisierend, mit Putzgliederung und Mansarddach, um 1910/20; Gruppe mit Nr. 28 und Dom-Pedro-Straße 25–37 (ungerade Nrn.) | D-1-62-000-1993 | Mietshausreihe                  |
| Fuetererstraße 28 (Standort)              | Mietshaus                       | barockisierender Eckbau, um 1910/20; siehe Nr. 20, 22, 24, 26                                                                | D-1-62-000-1318 | Mietshaus                       |

### G
| Lage                                                            | Objekt                                      | Beschreibung | Akten-Nr.       | Bild                       |
| --------------------------------------------------------------- | ------------------------------------------- | --- | --------------- | -------------------------- |
| Gabrielenstraße 4 (Standort)                                    | Mietshaus                                   | stattlicher, barockisierender Bau, mit Putzgliederung und Stuckdekor, bezeichnet 1912                                                                                    | D-1-62-000-2018 | Mietshaus                  |
| Gerner Brücke (Standort)                                        | Gerner Brücke                               | Brücke über den Nymphenburger Kanal, mit Naturstein verkleidete Eisenbetonbogenbrücke, mit neubarockem Steingeländer, um 1900; verbindet Renatastraße und Gerner Straße. | D-1-62-000-2128 | weitere Bilder             |
| Gerner Straße 5 (Standort)                                      | Villa                                       | mit Neubarock-Stuck, um 1900 | D-1-62-000-2131 | Villa                      |
| Gerner Straße 6/8 (Standort)                                    | Malerische Doppelvilla                      | barockisierender Jugendstil, um 1900, samt Vorgartenzaun | D-1-62-000-2132 | weitere Bilder             |
| Gerner Straße 10 (Standort)                                     | Malerische Villa                            | barockisierend, um 1900, samt Gartenzaun; Block mit Nr. 12 | D-1-62-000-2133 | weitere Bilder             |
| Gerner Straße 12 (Standort)                                     | Schlichte Villa in Ecklage                  | gotisierend, um 1900; Block mit Nr. 10 | D-1-62-000-2134 | Schlichte Villa in Ecklage |
| Gerner Straße 24/26/28/30/32/34/36/38/40/42/44/46/48 (Standort) | Reihenhausgruppe                            | historisierend, 1892–93 von Heilmann & Littmann | D-1-62-000-2135 | weitere Bilder             |
| Gerner Straße 33 (Standort)                                     | Eckhaus ländlichen Typs                     | mit holzverschaltem Obergeschoss, wohl 3. Viertel 19. Jahrhundert | D-1-62-000-2136 | Eckhaus ländlichen Typs    |
| Gerner Straße 50 (Standort)                                     | Villa in Ecklage                            | freistehender dreigeschossiger Neurenaissancebau mit Mansardwalmdach, Erkern und Putzgliederung, von Rudolf Hofmann, 1898–1903; mit Einfriedung, wohl gleichzeitig       | D-1-62-000-2138 | weitere Bilder             |
| Gerner Straße 52 (Standort)                                     | Doppelvilla                                 | Jugendstil, Anfang 20. Jahrhundert, samt Vorgartenzäunen | D-1-62-000-2139 | Doppelvilla                |
| Gerner Straße 54 (Standort)                                     | Villa                                       | zweigeschossiger historisierender Satteldachbau mit Quergiebel, Altane und Erker, von Heilmann & Littmann, 1898–1903; Einfriedung mit Eingangstor, gleichzeitig          | D-1-62-000-8436 | weitere Bilder             |
| Gerner Straße 56 (Standort)                                     | Villa                                       | neuklassizistisch, mit reichem Skulpturenschmuck, um 1910 | D-1-62-000-2140 | weitere Bilder             |
| Gerner Straße 60 (Standort)                                     | Villa                                       | zweigeschossiger historisierender Walmdachbau mit Putzgliederung, Südfront mit polygonalem Bodenerker und Zwerchhaus, von Heilmann & Littmann, 1910–1918                 | D-1-62-000-2141 | Villa                      |
| Gerner Straße 62 (Standort)                                     | Reihenhaus                                  | historisierender zweigeschossiger Bau mit polygonalem Bodenerker, von Heilmann & Littmann, 1910–1918                                                                     | D-1-62-000-8438 | Reihenhaus                 |
| Gotelindenstraße 1/3/5/7/9 (Standort)                           | Teil einer Wohnanlage                       | 1930–31 von Otho Orlando Kurz und Eduard Herbert; siehe Arnulfstraße 214/216/218/220/222/224                                                                             | D-1-62-000-416  | Teil einer Wohnanlage      |
| Gudrunstraße 5/7/9/11/13/15/17/19 (Standort)                    | Teil einer barockisierenden Mietshausgruppe | 1925 von Theodor Mayr; siehe Pötschnerstraße 2–22 (gerade Nummern) | D-1-62-000-5441 | weitere Bilder             |
| Gümbelstraße 2 (Standort)                                       | Mietshaus                                   | malerischer Jugendstil, mit zwei Erkern, Balkonen und reichem Dekor, 1904 von Anton Hatzl; bildet mit Nr. 4 eine Gruppe, samt Vorgartenzäunen                            | D-1-62-000-2310 | weitere Bilder             |
| Gümbelstraße 3/5 (Standort)                                     | Mietshaus                                   | barockisierend, um 1910; bildet mit Nr. 5 und Blutenburgstraße 104 eine langgestreckte Gruppe                                                                            | D-1-62-000-838  | Mietshaus                  |
| Gümbelstraße 4 (Standort)                                       | Mietshaus                                   | malerischer Jugendstil, mit zwei Erkern, Balkonen und Stuckdekor, 1904/05 von Anton Hatzl; Gruppe mit Nr. 2, samt Vorgartenzäunen                                        | D-1-62-000-2312 | weitere Bilder             |

### H
| Lage                                                  | Objekt | Beschreibung | Akten-Nr.       | Bild                        |
| ----------------------------------------------------- | --- | --- | --------------- | --------------------------- |
| Hedwig-Dransfeld-Allee 7 (Standort)                   | Ehemals Militärgebäude | Teil des ehemaligen Kasernements des Eisenbahn-Bataillons, fünfgeschossiger risalitartiger Mittelteil zu zehn Achsen, flankiert von viergeschossigen Flügelbauten mit Satteldach, errichtet in spätklassizistischen Formen, Ende 19. Jahrhundert | D-1-62-000-1161 | Ehemals Militärgebäude      |
| Hedwig-Dransfeld-Allee 11 (Standort)                  | Ehemals Militärgebäude | Teil des ehemaligen Kasernements des Eisenbahn-Bataillons, dreigeschossiger kubusartiger Block mit flachem Walmdach, errichtet in spätklassizistischen Formen, Ende 19. Jahrhundert ehemals unter der Nummer D-1-62-000-1162 separat aufgeführt  | D-1-62-000-1161 | Ehemals Militärgebäude      |
| Hedwig-Dransfeld-Allee 11 (Standort)                  | Ehemals Militärgebäude | dreigeschossiger barockisierender Dreiflügelbau mit Walmdach, nördlich mit vorspringendem Treppenhaus, die Südfront als Risalit mit Mansardwalmdach ausgebildet, 1914 ehemals unter der Nummer D-1-62-000-2632 separat aufgeführt                | D-1-62-000-1161 | Ehemals Militärgebäude      |
| Hedwig-Dransfeld-Allee 11 (Standort)                  | Ehemals Militärgebäude | dreigeschossiger barockisierender Walmdachbau mit Erkern und Zwerchgiebeln, die östlichen Achsen gegen Norden als Risalit vorspringend, um 1913/14; gegen Westen moderne Erweiterung ehemals unter der Nummer D-1-62-000-2630 separat aufgeführt | D-1-62-000-1161 | Ehemals Militärgebäude      |
| Hedwig-Dransfeld-Allee 21/23/25 (Standort)            | Ehemals Militärgebäude | dreigeschossiger Mansardwalmdachbau mit Putzgliederung und beidseitigem Mittelrisalit, errichtet in barockisierenden Formen, um 1913/14 ehemals unter der Nummer D-1-62-000-2633 separat aufgeführt                                              | D-1-62-000-1161 | weitere Bilder              |
| Hedwigstraße 2 (Standort)                             | Mietshaus | abgerundeter Eckbau, mit drei Erkern und Rundpavillon an der Vorgartenecke, 1911 von Richard Berndl; Pendant zu Alfonsstraße 1 und Nymphenburger Straße 122                                                                                      | D-1-62-000-2436 | Mietshaus                   |
| Hedwigstraße 3 (Standort)                             | Mietshaus | später Jugendstil, mit Erker, Putzgliederung und Vorgartenzaun, Anfang 20. Jahrhundert | D-1-62-000-2437 | Mietshaus                   |
| Hedwigstraße 9 (Standort)                             | Mietshaus | Eckbau in deutscher Renaissance, mit drei Erkern, Georgsfigur, reichem Stuckdekor, bezeichnet 1902, von Hessemer und Schmidt; Vorgartenzaun; Gruppe mit Nr. 11 und Jutastraße 13.                                                                | D-1-62-000-2438 | Mietshaus                   |
| Hedwigstraße 11 (Standort)                            | Mietshaus | deutsche Renaissance, mit reich dekoriertem Erker, 1901–03 von Hessemer und Schmidt; Vorgartenzaun; Gruppe mit Nr. 9 und Jutastraße 13 | D-1-62-000-2439 | Mietshaus                   |
| Hedwigstraße 12 (Standort)                            | Mietshaus | deutsche Renaissance mit Jugendstileinschlag, mit Erker und reichem Stuckdekor, um 1900 | D-1-62-000-2440 | Mietshaus                   |
| Heideckstraße 1/3/5/7/9/11 (Standort)                 | Teil einer Wohnanlage | historisierend, 1909–11 von Johann Mund; siehe Dachauer Straße 217/219 | D-1-62-000-1173 | Teil einer Wohnanlage       |
| Henrik-Ibsen-Straße 2/4 (Standort)                    | Reihenhäuser | historisierend, Anfang 20. Jahrhundert | D-1-62-000-2503 | Reihenhäuser                |
| Helmholtzstraße 2 (Standort)                          | Ehemals Verwaltungsbau der Lokomotivfabrik Krauss, früher Eisenbahn-Fachschule, heute: Berufsgenossenschaft für Gesundheitsdienst und Wohlfahrtspflege, Standort München inkl. Schulungs- und Beratungszentrum | stattlicher, neubarocker Eckbau, mit hohem Dach, 1922/23. 2.Zweitältestes Gebäude in München mit Eisen-Beton-Decken. | D-1-62-000-2493 | weitere Bilder              |
| Hirschbergstraße 1 (Standort)                         | Mietshaus | Eckbau in deutscher Renaissance, mit Erkern, um 1900. | D-1-62-000-2666 | Mietshaus                   |
| Hirschbergstraße 2 (Standort)                         | Mietshaus | mit gotisierenden Fensterrahmungen, um 1900; Gruppe mit Landshuter Allee 27 | D-1-62-000-2667 | Mietshaus                   |
| Hirschbergstraße 3 (Standort)                         | Mietshaus | deutsche Renaissance, mit Erker und Stuckdekor, bezeichnet 1900 | D-1-62-000-2668 | Mietshaus                   |
| Hirschbergstraße 4 (Standort)                         | Mietshaus | neubarock, mit Stuckdekor und Zwerchgiebel, 1901 von Erwin Böck | D-1-62-000-2669 | Mietshaus                   |
| Hirschbergstraße 6 (Standort)                         | Mietshaus | neubarock, mit Mittelrisalit und Stuckdekor, um 1900 | D-1-62-000-2670 | Mietshaus                   |
| Hirschbergstraße 9 (Standort)                         | Mietshaus | Jugendstil, mit Erker und Giebel, Anfang 20. Jahrhundert | D-1-62-000-2671 | Mietshaus                   |
| Hirschbergstraße 10 (Standort)                        | Mietshaus | deutsche Renaissance, mit reichem Stuckdekor, um 1900 | D-1-62-000-2672 | Mietshaus                   |
| Hirschbergstraße 11 (Standort)                        | Mietshaus | Jugendstil, mit Erker und Giebel, 1906 | D-1-62-000-2673 | Mietshaus                   |
| Hirschbergstraße 13/13a/15 (Standort)                 | Zweiteiliger Mietshausblock | die Gestaltung mit Anklängen an die Neue Sachlichkeit, 1929 von Johann Mund | D-1-62-000-2674 | Zweiteiliger Mietshausblock |
| Hirschbergstraße 17 (Standort)                        | Mietshaus | Jugendstil, mit Erker, Anfang 20. Jahrhundert | D-1-62-000-2675 | Mietshaus                   |
| Hirschbergstraße 33 (Standort)                        | Volksschule | historisierender Komplex mit Portalvorbauten und Kratzputzdekor, 1901–03 von Theodor Fischer | D-1-62-000-2676 | weitere Bilder              |
| Hofenfelsstraße 26/28/30/32/34/36/38/40 (Standort)    | Reihenhausgruppe | historisierend, um 1910 | D-1-62-000-2723 | Reihenhausgruppe            |
| Hofenfelsstraße 37/39/45/47/49/51/53/55/57 (Standort) | Reihenhausgruppe | historisierend, 1911 für die Münchner Boden-Aktiengesellschaft von Architekt Franz Boettger erbaut; mit Klugstraße 59 | D-1-62-000-2724 | Reihenhausgruppe            |
| Hofenfelsstraße 42 (Standort)                         | Eckhaus | historisierend, Anfang 20. Jahrhundert; zur Reihenhausgruppe Klugstraße 120/122/124/126/128 gehörig | D-1-62-000-3505 | Eckhaus                     |
| Horemansstraße 29 (Standort)                          | Mietshaus | barockisierender Jugendstil, mit Putzgliederung, an Ecke Loggien und Schweifgiebel, Anfang 20. Jahrhundert | D-1-62-000-2835 | Mietshaus                   |
| Horemansstraße 31 (Standort)                          | Mietshaus | Jugendstil-Eckbau, Anfang 20. Jahrhundert; Dach kriegszerstört; Gruppe mit Albrechtstraße 45 und 47 | D-1-62-000-2836 | Mietshaus                   |
| Hübnerstraße 3 (Standort)                             | Mietshaus | viergeschossiger Jugendstilbau mit Mansarddach, Zwerchhaus und klassizistischem Putzdekor, um 1910 | D-1-62-000-2849 | Mietshaus                   |
| Hübnerstraße 4 (Standort)                             | Mietshaus | zweigeschossiger Mansardwalmdachbau mit Stuckdekor in Neurenaissanceformen, 1893; Gruppe mit Nr. 6 | D-1-62-000-2850 | weitere Bilder              |
| Hübnerstraße 6 (Standort)                             | Mietshaus | zweigeschossiger Mansarddachbau mit Stuckdekor in Neurenaissanceformen, um 1893; Gruppe mit Nr. 4 | D-1-62-000-2851 | weitere Bilder              |
| Hübnerstraße 7 (Standort)                             | Mietshaus | viergeschossiger später Jugendstilbau mit Loggien, Zwerchhaus und Putzdekor, um 1910 | D-1-62-000-2852 | weitere Bilder              |
| Hübnerstraße 9 (Standort)                             | Mietshaus | viergeschossiger später Jugendstil-Eckbau mit Eckaufsatz, Doppelerker-Balkon-Gruppe und Putzgliederung, Anfang 20. Jahrhundert | D-1-62-000-2853 | weitere Bilder              |
| Hübnerstraße 10 (Standort)                            | Mietshaus | dreigeschossiger Mansardwalmdachbau mit polygonalem überkuppeltem Eckerkerturm, um 1900 | D-1-62-000-2854 | Mietshaus                   |
| Hübnerstraße 11 (Standort)                            | Mietshaus | viergeschossiger später Jugendstil-Eckbau mit Erker, Balkons und Putz- bzw. Stuckgliederung, Anfang 20. Jahrhundert | D-1-62-000-2855 | weitere Bilder              |
| Hübnerstraße 13/15/17/19/21 (Standort)                | Wohnanlage | viergeschossiger historisierender Mansardwalmdachblock mit Flacherkern, Zwerchhäusern und Putzdekor, um 1910 | D-1-62-000-2856 | Wohnanlage                  |
| Hübnerstraße 23 (Standort)                            | Mietshaus | mit Gaststätte, viergeschossiger abgeknickter Mansardwalmdachbau in historisierenden Formen mit geschweiftem Zwerchhaus, Erker und Putzgliederung, Anfang 20. Jahrhundert; Gruppe mit Nr. 25                                                     | D-1-62-000-2857 | weitere Bilder              |
| Hübnerstraße 25 (Standort)                            | Mietshaus | viergeschossiger historisierender Eckbau mit geschweiften Zwerchhäusern, Loggien, Erker und Putzgliederung, Anfang 20. Jahrhundert; Gruppe mit Nr. 23                                                                                            | D-1-62-000-2858 | Mietshaus                   |

### J
| Lage                                 | Objekt          | Beschreibung | Akten-Nr.       | Bild            |
| ------------------------------------ | --------------- | --- | --------------- | --------------- |
| Jagdstraße 3/5 (Standort)            | Doppelwohnblock | aus zwei identischen Mietshäusern, traufständig, mit Mansarddach, Loggienerkern über sämtliche Geschosse und Eingängen mit giebelförmiger Bedachung, 1928 von dem Architekten Gustav Ludwig als Bauherr und Planfertiger; Flachreliefs; Vorgartenzone | D-1-62-000-3042 | Doppelwohnblock |
| Jagdstraße 9 (Standort)              | Wohnhaus        | historisierend, Anfang 20. Jahrhundert; malerische Gruppe mit Nr. 11 und Renatastraße 50/52 | D-1-62-000-3043 | Wohnhaus        |
| Jagdstraße 11 (Standort)             | Wohnhaus        | historisierend, Anfang 20. Jahrhundert; malerische Gruppe mit Nr. 9 und Renatastraße 50/52 | D-1-62-000-3044 | Wohnhaus        |
| Jagdstraße 21 (Standort)             | Villa           | historisierend, um 1910; ein Block mit Aiblingerstraße 2 | D-1-62-000-112  | Villa           |
| Johann-von-Werth-Straße 1 (Standort) | Mietshaus       | Jugendstil, Eckbau mit Erkern und Eckkuppel, reich gegliedert, Anfang 20. Jahrhundert von Karl Fendt; Pendant zu Nr. 2. | D-1-62-000-3097 | Mietshaus       |
| Johann-von-Werth-Straße 2 (Standort) | Mietshaus       | Jugendstil, Eckbau mit Erkern und Eckkuppel, reich gegliedert, um 1906 von Karl Fendt; Pendant zu Nr. 1. | D-1-62-000-3098 | Mietshaus       |
| Johann-von-Werth-Straße 3 (Standort) | Mietshaus       | Jugendstil, mit Erker, 1910–11 von Karl Fendt; Gruppe mit Nr. 5 und Aldringenstraße 4. | D-1-62-000-3099 | Mietshaus       |
| Johann-von-Werth-Straße 4 (Standort) | Mietshaus       | Jugendstil, reich dekorierter Eckbau mit Erkern, 1907/08 von Karl Fendt. | D-1-62-000-3100 | Mietshaus       |
| Johann-von-Werth-Straße 5 (Standort) | Mietshaus       | Jugendstil, durch Erker und Balkons gegliederter Eckbau, 1910/11 von Karl Fendt; Gruppe mit Nr. 3 und Aldringenstraße 4. | D-1-62-000-3101 | Mietshaus       |
| Jutastraße 3 (Standort)              | Mietshaus       | deutsche Renaissance, mit Erker, bezeichnet 1901, von Heinrich Hilgert | D-1-62-000-3143 | Mietshaus       |
| Jutastraße 4 (Standort)              | Mietshaus       | deutsche Renaissance, mit Erker, 1901 | D-1-62-000-3144 | Mietshaus       |
| Jutastraße 9 (Standort)              | Mietshaus       | deutsche Renaissance, mit Erker und reichem Stuckdekor, bezeichnet 1900, von R. Barbist | D-1-62-000-3145 | Mietshaus       |
| Jutastraße 10 (Standort)             | Mietshaus       | deutsche Renaissance, mit Erker auf Säulen, um 1900 | D-1-62-000-3146 | Mietshaus       |
| Jutastraße 13 (Standort)             | Mietshaus       | Eckbau in deutscher Renaissance, mit drei Erkern samt Zwerchgiebeln und reicher Dekoration (figürliche Stuckreliefs), um 1902 von Hessemer und Schmidt; samt Vorgartenzaun; Gruppe mit Hedwigstraße 9/11.                                             | D-1-62-000-3147 | Mietshaus       |
| Jutastraße 15 (Standort)             | Mietshaus       | barockisierender Jugendstil, mit zwei Erkern und Stuckdekor, Anfang 20. Jahrhundert | D-1-62-000-3148 | Mietshaus       |
| Jutastraße 18 (Standort)             | Mietshaus       | abgerundeter Eckbau im späten Jugendstil, mit zwei Erkern und Vorgartenzaun, um 1910 | D-1-62-000-3149 | Mietshaus       |
| Jutastraße 24 (Standort)             | Mietshaus       | später Jugendstil, mit zwei Erkern, um 1910 | D-1-62-000-3150 | Mietshaus       |
| Jutastraße 26 (Standort)             | Mietshaus       | Jugendstil, mit einspringender Ecke, Erker und Loggien, Anfang 20. Jahrhundert | D-1-62-000-3151 | Mietshaus       |
| Jutastraße 28 (Standort)             | Mietshaus       | Jugendstil, mit zwei Erkern und zwei verschieden großen Zwerchgiebeln, erbaut 1903/04. | D-1-62-000-3152 | Mietshaus       |

### K
| Lage                                                | Objekt                        | Beschreibung | Akten-Nr.        | Bild                          |
| --------------------------------------------------- | ----------------------------- | --- | ---------------- | ----------------------------- |
| Kindermannstraße 1/3/5/7/9/11/13 (Standort)         | Reihenhausgruppe              | historisierend, Anfang 20. Jahrhundert; mit Rolandstraße 1 | D-1-62-000-3403  | Reihenhausgruppe              |
| Kindermannstraße 2/4 (Standort)                     | Reihenhäuser                  | historisierend, um 1910 | D-1-62-000-3404  | Reihenhäuser                  |
| Klarastraße 1 (Standort)                            | Mietshaus                     | Neurenaissance, mit Lisenen, Ende 19. Jahrhundert | D-1-62-000-3463  | Mietshaus                     |
| Klugstraße 29 (Standort)                            | Terrassenwohnhaus             | Viergeschossiger, skulptural anmutender Bau aus Ortbeton und Betonfertigteilen, mit zurückgestaffelten Terrassen und diesen vorgelagerten Pflanztrögen, im Stil des sogenannten Brutalismus, von Mac Kneißl, 1971.         | D-1-62-000-11037 | Terrassenwohnhaus             |
| Klugstraße 32/34/36/38/40/42/44/46 (Standort)       | Reihenhausgruppe              | historisierend, um 1910; vergleiche Kratzerstraße 23–43 (ungerade Nrn.) | D-1-62-000-3493  | Reihenhausgruppe              |
| Klugstraße 47a/49/51 (Standort)                     | Wohnhausgruppe                | symmetrisch angelegte Mansarddachbauten in Formen des barockisierenden Jugendstils, mit Turmerkern und Schweifgiebel, von Josef Kössler, 1911–13; mit Einfriedung, gleichzeitig; Gruppe mit Nr. 53 und Waisenhausstraße 63 | D-1-62-000-3498  | Wohnhausgruppe                |
| Klugstraße 50 (Standort)                            | Reihenhaus                    | historisierend, um 1900 | D-1-62-000-3499  | Reihenhaus                    |
| Klugstraße 53 (Standort)                            | Mietshaus                     | barockisierender Jugendstil, um 1907 von Josef Kössler; Gruppe mit Klugstraße 47a/49/51 und Waisenhausstraße 63 | D-1-62-000-3501  | Mietshaus                     |
| Klugstraße 59 (Standort)                            | Reihenhaus in Ecklage         | historisierend, um 1910; zur Gruppe Hofenfelsstraße 37–57 (ungerade Nrn.) gehörig | D-1-62-000-2724  | Reihenhaus in Ecklage         |
| Klugstraße 74 (Standort)                            | Reihenhaus                    | Jugendstil, mit Madonnenrelief, Anfang 20. Jahrhundert | D-1-62-000-3503  | Reihenhaus                    |
| Klugstraße 84 (Standort)                            | Reihenhaus in Ecklage         | villenartiger zweigeschossiger Mansardwalmdachbau in historisierenden Formen, von Rudolf Hofmann, 1910–1918 | D-1-62-000-8441  | Reihenhaus in Ecklage         |
| Klugstraße 86/88/90/92/94/96/98/100 (Standort)      | Reihenhausgruppe              | historisierend, um 1910 | D-1-62-000-3504  | Reihenhausgruppe              |
| Klugstraße 120/122/124/126/128 (Standort)           | Reihenhausgruppe              | historisierend, Anfang 20. Jahrhundert | D-1-62-000-3505  | weitere Bilder                |
| Kratzerstraße 2/4/6/8/10/12/14 (Standort)           | Reihenhausgruppe              | zweigeschossige Bauten im Landhausstil, zum Teil mit Giebeln und Zwerchhäusern, von Heilmann & Littmann, 1892–1897 | D-1-62-000-3597  | weitere Bilder                |
| Kratzerstraße 7/9/11 (Standort)                     | Reihenhausgruppe              | zweigeschossige historisierende Bauten, zum Teil mit polygonalen Bodenerkern, Hs. Nr. 7 mit Schweifgiebel, von Georg Krämer, 1911                                                                                          | D-1-62-000-3598  | Reihenhausgruppe              |
| Kratzerstraße 11a (Standort)                        | Reihenhaus                    | zweigeschossig mit Zwerchhaus, 1935 | D-1-62-000-8439  | Reihenhaus                    |
| Kratzerstraße 13/15/17 (Standort)                   | Symmetrische Reihenhausgruppe | Anfang 20. Jahrhundert | D-1-62-000-3604  | Symmetrische Reihenhausgruppe |
| Kratzerstraße 18 (Standort)                         | Eckhaus                       | historisierend, 1895 von Heilmann & Littmann; zur Reihenhausgruppe Tizianstraße 24–36 (gerade Nrn.) gehörig | D-1-62-000-6927  | Eckhaus                       |
| Kratzerstraße 19 (Standort)                         | Eckvilla                      | historisierend, Anfang 20. Jahrhundert; zur Reihenhausgruppe Tizianstraße 89/91/93 gehörig | D-1-62-000-6945  | Eckvilla                      |
| Kratzerstraße 20/22/24 (Standort)                   | Reihenhausgruppe              | Landhausstil mit Fachwerk, um 1900 | D-1-62-000-3609  | weitere Bilder                |
| Kratzerstraße 21 (Standort)                         | Eckvilla                      | Neurenaissance mit Fachwerk, um 1900; zur Reihenhausgruppe Tizianstraße 38–48 (gerade Nummern) gehörig. | D-1-62-000-6928  | Eckvilla                      |
| Kratzerstraße 23–43 (ungerade Nrn.) (Standort)      | Reihenhausgruppe              | historisierend, um 1903 von Paul Böhmer; schließt an Eckhaus Klugstraße 46 an | D-1-62-000-3611  | weitere Bilder                |
| Kratzerstraße 26–30, 34–40 (gerade Nrn.) (Standort) | Reihenhausgruppe              | historisierend, um 1897 von Heilmann & Littmann | D-1-62-000-3614  | weitere Bilder                |
| Kratzerstraße 41 (Standort)                         | Reihenhaus                    | zweigeschossiger historisierender Mansarddachbau mit polygonalem Bodenerker, von Franz Böttge, 1904–1909 | D-1-62-000-8440  | Reihenhaus                    |

### L
| Lage                            | Objekt                                       | Beschreibung | Akten-Nr.       | Bild                                         |
| ------------------------------- | -------------------------------------------- | --- | --------------- | -------------------------------------------- |
| Lachnerstraße 1 (Standort)      | Mietshaus                                    | Jugendstil, mit zwei Erkern, Anfang 20. Jahrhundert | D-1-62-000-3707 | Mietshaus                                    |
| Lachnerstraße 2 (Standort)      | Mietshaus                                    | barockisierender Jugendstil, breites, reich gegliedertes und dekoriertes Doppelerkerhaus, 1903 von Pius Stricker | D-1-62-000-3708 | Mietshaus                                    |
| Lachnerstraße 3 (Standort)      | Mietshaus                                    | Jugendstil, mit Bodenerker und Stuckdekor, 1914 von Franz Popp. | D-1-62-000-3709 | Mietshaus                                    |
| Lachnerstraße 4 (Standort)      | Mietshaus                                    | neubarock, mit Putzgliederung, 1902 von Josef Wütscher | D-1-62-000-3710 | Mietshaus                                    |
| Lachnerstraße 18 (Standort)     | Villa                                        | barockisierender Jugendstil, mit Relief, 1905 | D-1-62-000-3712 | weitere Bilder                               |
| Lachnerstraße 20 (Standort)     | Landhaus                                     | Neo-Biedermeier, 1891 | D-1-62-000-3713 | Landhaus                                     |
| Lachnerstraße 22 (Standort)     | Mansarddachvilla                             | barockisierender Jugendstil, 1916 von Carl Hocheder nach Plan von 1912 | D-1-62-000-3714 | weitere Bilder                               |
| Lachnerstraße 27 (Standort)     | Villa                                        | historisierend, 1907 von Richard Schachner als eigenes Wohnhaus erbaut; mit kugelbesetzten Zaunpfeilern | D-1-62-000-3715 | Villa                                        |
| Lachnerstraße 28 (Standort)     | Villa                                        | barockisierend, 1911 von Richard Berndl | D-1-62-000-3716 | weitere Bilder                               |
| Lachnerstraße 29 (Standort)     | Mansarddachvilla                             | barockisierend, 1928; im Garten Nischenarchitektur mit Figuren | D-1-62-000-3717 | Mansarddachvilla                             |
| Lachnerstraße 30 (Standort)     | Villa                                        | barockisierend, 1913 von Xaver Heininger | D-1-62-000-3718 | weitere Bilder                               |
| Lachnerstraße 32 (Standort)     | Villa                                        | barockisierend, 1908 von Paul Böhmer | D-1-62-000-3719 | weitere Bilder                               |
| Lachnerstraße 33 (Standort)     | Villa                                        | barockisierender Jugendstil, 1900/01 von Eugen Drollinger; samt Vorgartenzaun mit Torpfeilern; zweigeschossiges Rückgebäude, malerischer Putzbau mit Backsteindekor, 1899 von Eugen Drollinger | D-1-62-000-3720 | weitere Bilder                               |
| Lachnerstraße 34 (Standort)     | Villa                                        | neuklassizistisch, mit figürlichen Stuckreliefs und Vorgartenpfeilergitter, 1912 | D-1-62-000-3721 | weitere Bilder                               |
| Lachnerstraße 37 (Standort)     | Villa                                        | barockisierender Jugendstil, nach einem 1911 von Paul Böhmer gelieferten Plan | D-1-62-000-3722 | Villa                                        |
| Lachnerstraße 39/39a (Standort) | Prinzessin-Rupprecht-Haus                    | Kinderkrankenhaus, barockisierend, 1908/09 (Hauptbau) und 1913 (Trakt an der Aiblingerstraße) von Karl Stöhr, lobende Erwähnung beim Fassadenpreis 2005 | D-1-62-000-3723 | Prinzessin-Rupprecht-Haus                    |
| Landshuter Allee 19 (Standort)  | Mietshaus                                    | malerischer Eckbau im barockisierenden Jugendstil, mit Erkern, Zwerchgiebeln und Stuckdekor, bezeichnet 1906, von Adolf Wentzel | D-1-62-000-3779 | Mietshaus                                    |
| Landshuter Allee 21 (Standort)  | Mietshaus                                    | malerischer Jugendstil-Eckbau, mit Erkern und Stuckdekor, 1905 von Josef Eisele und Erwin Böck | D-1-62-000-3780 | Mietshaus                                    |
| Landshuter Allee 27 (Standort)  | Mietshaus                                    | Eckbau in deutscher Renaissance, mit gotisierenden Fensterrahmungen und Stuckdekor, um 1900; Gruppe mit Hirschbergstraße 2. | D-1-62-000-3781 | Mietshaus                                    |
| Landshuter Allee 29 (Standort)  | Mietshaus                                    | deutsche Renaissance, mit Erker und Stuckdekor, 1902 von Julius Volk | D-1-62-000-3782 | Mietshaus                                    |
| Landshuter Allee 31 (Standort)  | Mietshaus                                    | deutsche Renaissance, mit Erker und Stuckdekor, 1903 | D-1-62-000-3783 | Mietshaus                                    |
| Landshuter Allee 33 (Standort)  | Mietshaus                                    | neubarock, reich gegliedert, 1901 | D-1-62-000-3784 | Mietshaus                                    |
| Landshuter Allee 35 (Standort)  | Mietshaus                                    | Neurenaissance, mit Zwerchgiebel, um 1900 | D-1-62-000-3785 | Mietshaus                                    |
| Landshuter Allee 37 (Standort)  | Mietshaus                                    | Neurenaissance, mit Zwerchgiebel, um 1900 | D-1-62-000-3786 | Mietshaus                                    |
| Landshuter Allee 39 (Standort)  | Mietshaus                                    | abgerundeter Eckbau auf spitzwinkligem Grundstück, später Jugendstil, reich gegliedert, mit Erkern, um 1910 | D-1-62-000-3787 | weitere Bilder                               |
| Landshuter Allee 43 (Standort)  | Mietshaus                                    | stattlicher, neubarocker Eckbau, reich gegliedert, um 1910 von Carl Jäger; Einheit mit Nymphenburger Straße 148 | D-1-62-000-3788 | Mietshaus                                    |
| Landshuter Allee 45 (Standort)  | Mietshaus                                    | barockisierend, reich gegliedert, um 1910 von Carl Jäger; Gruppe mit Nr. 47 | D-1-62-000-3789 | Mietshaus                                    |
| Landshuter Allee 47 (Standort)  | Mietshaus                                    | barockisierend, mit Balkonen und zwei Erkern, 1918 von Georg Guinin; Gruppe mit Nr. 45 | D-1-62-000-3790 | Mietshaus                                    |
| Lazarettstraße 1 (Standort)     | Mietshaus                                    | barockisierend, freistehender Eckbau, 1907 | D-1-62-000-3805 | Mietshaus                                    |
| Lazarettstraße 4 (Standort)     | Teil der ehemaligen Garnisonsverwaltung      | jetzt Richard-Pflaum-Verlag, Vorderhaus zweigeschossiger Backsteinbau mit Stichbogenfenstern und Lisenen, Ende 19. Jahrhundert | D-1-62-000-3806 | Teil der ehemaligen Garnisonsverwaltung      |
| Lazarettstraße 40 (Standort)    | Nordostflügel des ehemaligen Militärlazarett | Jetzt Teil des Deutschen Herzzentrums, langgestreckter, dreigeschossiger Flachsatteldachbau mit vier flachen Risaliten und Eckpavillon im Nordosten, romanisierende Sichtziegelbauweise, von Arnold Zenetti, 1868–71. Einfriedung Sichtziegelmauer mit Lisenen und erhöhter Pfeilergliederung; Pergola, Eisenkonstruktion. | D-1-62-000-4058 | Nordostflügel des ehemaligen Militärlazarett |
| Leonrodstraße 7 (Standort)      | Mietshaus                                    | in Neurenaissanceformen, mit Mansarddach und Erker, 1891 | D-1-62-000-3829 | Mietshaus                                    |
| Leonrodstraße 34 (Standort)     | Mietshaus                                    | Eckbau im barockisierenden Jugendstil, bezeichnet 1910 | D-1-62-000-3830 | Mietshaus                                    |
| Leonrodstraße 36 (Standort)     | Mietshaus                                    | Eckbau im Neo-Louis-XVI-Stil, reich gegliedert und dekoriert, 1908/09 von Ludwig Catharinus. | D-1-62-000-3831 | weitere Bilder                               |
| Leonrodstraße 38 (Standort)     | Mietshaus                                    | Jugendstil, mit Schweifgiebel und reichem Dekor, bezeichnet 1906. | D-1-62-000-3832 | weitere Bilder                               |
| Leonrodstraße 39 (Standort)     | Mietshaus                                    | später Jugendstil, mit Erkern und Segment-Zwerchgiebeln, um 1910; Gruppe mit Nr. 41 | D-1-62-000-3833 | Mietshaus                                    |
| Leonrodstraße 40 (Standort)     | Mietshaus                                    | Jugendstil, mit Marienfigur am Breiterker und Zwerchgiebel, um 1905; Gruppe mit Nr. 42. | D-1-62-000-3834 | weitere Bilder                               |
| Leonrodstraße 41 (Standort)     | Mietshaus                                    | später Jugendstil, mit Erker und Segment-Zwerchgiebel, um 1910; Gruppe mit Nr. 39 | D-1-62-000-3835 | Mietshaus                                    |
| Leonrodstraße 42 (Standort)     | Mietshaus                                    | Jugendstil-Eckbau, mit Erkern und Giebeln, 1905 von Josef Schrank; Gruppe mit Nr. 40. | D-1-62-000-3836 | Mietshaus                                    |
| Leonrodstraße 53 (Standort)     | Mietshaus                                    | Neurenaissance-Rohbacksteinbau, 1890 | D-1-62-000-3837 | Mietshaus                                    |
| Leonrodstraße 57 (Standort)     | Kriegsarchiv                                 | zweigeschossiger freistehender Rohbacksteinbau mit Walmdach, 1927/28; mit Einfriedung, um 1930; Nebengebäude, dreigeschossiger Rohbacksteinbau mit Satteldach, Kniestock und Lisenengliederung, um 1890 | D-1-62-000-3838 | Kriegsarchiv                                 |
| Leonrodstraße 75 (Standort)     | Mietshaus                                    | neubarock, mit Stuckdekor, um 1890/1900 | D-1-62-000-3839 | Mietshaus                                    |
| Leonrodstraße 79 (Standort)     | Hotel Hollandhof                             | neubarocker Eckbau, mit reichem Stuckdekor, um 1890/1900; zugehörig Maximilian-Wetzger-Straße 2 (südöstlicher Teil) | D-1-62-000-3840 | weitere Bilder                               |
| Leonrodstraße 83 (Standort)     | Mietshaus                                    | Neurenaissance, Ende 19. Jahrhundert | D-1-62-000-3841 | Mietshaus                                    |
| Leonrodstraße 85 (Standort)     | Mietshaus                                    | Neurenaissance, Ende 19. Jahrhundert | D-1-62-000-3842 | Mietshaus                                    |
| Leonrodstraße 87 (Standort)     | Mietshaus                                    | Neurenaissance, Ende 19. Jahrhundert | D-1-62-000-3843 | Mietshaus                                    |
| Leonrodstraße 91 (Standort)     | Mietshaus                                    | Eckbau am Leonrodplatz, deutsche Renaissance, mit Eckturm und Stuckdekor, 1908 von R. Barbist. | D-1-62-000-3844 | weitere Bilder                               |
| Lothstraße 17 (Standort)        | Ehemaliges Zeughaus                          | jetzt Institute der Technischen Universität, symmetrische Mehrflügelanlage, Rohbackstein mit Zinnentürmchen, 1863–65 von Matthias Glaeser | D-1-62-000-4059 | weitere Bilder                               |

### M
| Lage                                                         | Objekt                                  | Beschreibung | Akten-Nr.       | Bild                                    |
| ------------------------------------------------------------ | --------------------------------------- | --- | --------------- | --------------------------------------- |
| Magdalenenstraße 2/4/6/8/10/12 (Standort)                    | Reihenhausgruppe                        | historisierend, 1910 | D-1-62-000-4145 | Reihenhausgruppe                        |
| Magdalenenstraße 5 (Standort)                                | Villa                                   | deutsche Renaissance, mit Fachwerk, um 1900 | D-1-62-000-4146 | Villa                                   |
| Magdalenenstraße 7 (Standort)                                | Villa                                   | später Historismus, um 1900 | D-1-62-000-4148 | Villa                                   |
| Magdalenenstraße 14/16/18 (Standort)                         | Reihenhausgruppe                        | historisierend, 1910 | D-1-62-000-4145 | weitere Bilder                          |
| Magdalenenstraße 15 (Standort)                               | Reihenhaus                              | Jugendstil, Anfang 20. Jahrhundert | D-1-62-000-4150 | Reihenhaus                              |
| Magdalenenstraße 20/22/24/26/28/30/32/34/36/38/40 (Standort) | Reihenhausgruppe                        | historisierend, um 1910/11 von Franz Böttge | D-1-62-000-4152 | Reihenhausgruppe                        |
| Malsenstraße 19 (Standort)                                   | Villa                                   | neuromanisch, 1901 von Ingenieur Max Schmucker für sich selbst | D-1-62-000-4174 | Villa                                   |
| Malsenstraße 21/21a/23 (Standort)                            | Reihenhausgruppe                        | historisierend, 1906 von Paul Böhmer, mit Kratzputzdekor von Siegmund von Suchodolski, Nr. 21a Fassadenpreisträger 2004                                                                                                | D-1-62-000-4175 | weitere Bilder                          |
| Malsenstraße 25 (Standort)                                   | Villa in Ecklage                        | historisierend, zum Teil Fachwerk, 1899 erbaut | D-1-62-000-4176 | Villa in Ecklage                        |
| Malsenstraße 31 (Standort)                                   | Reihenhaus                              | Jugendstil, Anfang 20. Jahrhundert; Teil einer sonst erneuerten Gruppe | D-1-62-000-4177 | Reihenhaus                              |
| Malsenstraße 41/43 (Standort)                                | Reihenhäuser                            | Anfang 20. Jahrhundert von Paul Böhmer, mit Kratzputzdekor von Siegmund von Suchodolski | D-1-62-000-4178 | Reihenhäuser                            |
| Malsenstraße 45/47/49/51 (Standort)                          | Reihenhausgruppe                        | historisierend, 1906 von Paul Böhmer, mit reichem Kratzputzdekor von Siegmund von Suchodolski | D-1-62-000-4179 | Reihenhausgruppe                        |
| Malsenstraße 53/55/57 (Standort)                             | Reihenhausgruppe                        | historisierend, 1906 von Paul Böhmer, mit Kratzputzdekor von Siegmund von Suchodolski | D-1-62-000-4180 | Reihenhausgruppe                        |
| Malsenstraße 56/58 (Standort)                                | Reihenhäuser                            | historisierend, um 1900; Gruppe mit Böcklinstraße 12 | D-1-62-000-4181 | Reihenhäuser                            |
| Malsenstraße 59 (Standort)                                   | Reihenhaus                              | Anfang 20. Jahrhundert; an die Gruppe 53/55/57 anschließend | D-1-62-000-4184 | Reihenhaus                              |
| Malsenstraße 76/78 (Standort)                                | Kleine Reihenhäuser                     | Anfang 20. Jahrhundert; Teil einer sonst erneuerten Gruppe | D-1-62-000-4185 | Kleine Reihenhäuser                     |
| Malsenstraße 84 (Standort)                                   | Mansarddachvilla                        | barockisierend, 1923 | D-1-62-000-4186 | Mansarddachvilla                        |
| Maillingerstraße 2 (Standort)                                | Mietshaus                               | spätklassizistisch, um 1870 | D-1-62-000-4153 | Mietshaus                               |
| Maillingerstraße 12 (Standort)                               | Mietshaus                               | Eckbau in klassizistischer Neurenaissance, reich gegliedert, um 1880. | D-1-62-000-4156 | Mietshaus                               |
| Maillingerstraße 32 (Standort)                               | Mietshaus                               | stattlicher Eckbau in deutscher Renaissance, mit Erkern und Kuppelturm, um 1900 | D-1-62-000-4158 | weitere Bilder                          |
| Maillingerstraße 34 (Standort)                               | Mietshaus                               | schlichte Neurenaissance, Ende 19. Jahrhundert | D-1-62-000-4159 | Mietshaus                               |
| Maximilian-Wetzger-Straße 2 (Standort)                       | Südöstlicher Teil des Hotels Hollandhof | (siehe Leonrodstraße 79), neubarock, um 1890/1900 | D-1-62-000-3840 | Südöstlicher Teil des Hotels Hollandhof |
| Mayrfelsstraße 1 (Standort)                                  | Eckhaus                                 | neubarock, mit Stuckreliefs, um 1900; vergleiche auch Ensemble Orffstraße | D-1-62-000-4495 | Eckhaus                                 |
| Mettinghstraße 2 (Standort)                                  | Mietshaus                               | Eckbau im barockisierenden Jugendstil, mit drei Schweifgiebeln und Stuckdekor, Anfang 20. Jahrhundert | D-1-62-000-4528 | Mietshaus                               |
| Mettinghstraße 4/6 (Standort)                                | Mietshaus                               | Jugendstil, mit malerischer Dachzone, um 1900, samt Vorgartenzäunen; Gruppe mit Nr. 6. | D-1-62-000-4529 | Mietshaus                               |
| Montenstraße 8 (Standort)                                    | Villa Reiner                            | im Stil eines Landschlößchens des 16. Jahrhunderts, 1905–06 von Karl Bauer; malerischer Torbau im gleichen Stil; Vorgartenmauer mit Reliefs; Gartenhaus (Salettl) 1915 von Nikolaus Debold, zugehörig Prinzenstraße 17 | D-1-62-000-4601 | weitere Bilder                          |

### N
| Lage                                                      | Objekt                                            | Beschreibung | Akten-Nr.       | Bild                           |
| --------------------------------------------------------- | ------------------------------------------------- | --- | --------------- | ------------------------------ |
| Nederlinger Straße 2/4 (Standort)                         | Reihenhausgruppe                                  | historisierend, 1906 von Paul Böhmer; Nr. 4 mit Kratzputzdekor von Siegmund von Suchodolski | D-1-62-000-4688 | Reihenhausgruppe               |
| Nederlinger Straße 6 (Standort)                           | Villa                                             | historisierend, um 1910; an die Gruppe Nr. 2 und 4 anschließend | D-1-62-000-4692 | Villa                          |
| Neustätterstraße 1 (Standort)                             | Mietshaus                                         | Jugendstil, mit Balkon-Erker-Gruppe und Giebel, Anfang 20. Jahrhundert | D-1-62-000-4730 | Mietshaus                      |
| Neustätterstraße 3 (Standort)                             | Mietshaus                                         | Jugendstil, mit Balkon-Erker-Gruppe, Anfang 20. Jahrhundert | D-1-62-000-4731 | Mietshaus                      |
| Neustätterstraße 4 (Standort)                             | Mietshaus                                         | barockisierender Jugendstil, mit Erker-Loggien-Gruppen, Anfang 20. Jahrhundert | D-1-62-000-4732 | Mietshaus                      |
| Neustätterstraße 6 (Standort)                             | Mietshaus                                         | barockisierender Jugendstil, mit Erker-Balkon-Loggien-Gruppe, Anfang 20. Jahrhundert | D-1-62-000-4733 | Mietshaus                      |
| Nibelungenstraße 1a (Standort)                            | Mietshaus                                         | barockisierend, Anfang 20. Jahrhundert | D-1-62-000-4738 | Mietshaus                      |
| Nibelungenstraße 3 (Standort)                             | Mietshaus                                         | Jugendstil, Eckbau mit Balkon-Erker-Gruppe, Anfang 20. Jahrhundert | D-1-62-000-4739 | Mietshaus                      |
| Nibelungenstraße 5 (Standort)                             | Mietshaus                                         | Jugendstil, Eckbau mit zahlreichen Erkern und Balkonen, Anfang 20. Jahrhundert | D-1-62-000-4740 | Mietshaus                      |
| Nibelungenstraße 10/12/14/16/18 (Standort)                | Wohnanlage                                        | mit einbezogenem und erhöhtem Mittelteil, sowie rückspringendem Westabschluß, 1928 von Gustav Ludwig; am Mittelbau (Nr. 14) Kratzputzgemälde von Bruno Goldschmitt (Nibelungen) | D-1-62-000-4741 | weitere Bilder                 |
| Nibelungenstraße 22/24/26/30, Nimrodstraße 1/3 (Standort) | Wohnanlage                                        | dreigeschossiger barockisierender Mansardwalmdachgruppe mit zweigeschossigen Verbindungs- und Torbauten und Kratzputzmalereien, um 1925 | D-1-62-000-4743 | weitere Bilder                 |
| Nördliche Auffahrtsallee 19 (Standort)                    | Villa                                             | erbaut 1890, 1922 von Richard Berndl in barockisierenden Formen umgebaut und erweitert | D-1-62-000-4783 | Villa                          |
| Nördliche Auffahrtsallee 19 / Gerner Straße 1 (Standort)  | Neubarocke Torpfeiler                             | mit Gitter an der Ecke der Nördlichen Auffahrtsallee, um 1900 | D-1-62-000-4783 | Neubarocke Torpfeiler          |
| Nördliche Auffahrtsallee 20/21 (Standort)                 | Doppelvilla                                       | Neurenaissance, Ende 19. Jahrhundert | D-1-62-000-4784 | weitere Bilder                 |
| Nördliche Auffahrtsallee 22 (Standort)                    | Villa                                             | historisierend, um 1910 | D-1-62-000-4786 | Villa                          |
| Nördliche Auffahrtsallee 24/25 (Standort)                 | Villa                                             | historisierend, 1905 von Paul Böhmer, mit Kratzputzdekor von Siegmund von Suchodolski | D-1-62-000-4787 | weitere Bilder                 |
| Nürnberger Straße 54 (Standort)                           | Kath. Pfarrkirche und Pfarrzentrum St. Laurentius | 1954/55 von Emil Steffann und Siegfried Östreicher; schlichter, rechteckiger Ziegelbau mit flachem Satteldach, Strebepfeilern und niedrigerem Seitenschiff, Konchenabschluß quer zum Langhaus, Glockenturm; mit Ausstattung; Verbindung zum Oratorium über zum Hof hin offenen Wandelgang. (Nymphenburg, 354/4)                                                                                            | D-1-62-000-4808 | weitere Bilder                 |
| Nymphenburger Straße 79 (Standort)                        | Mietshaus                                         | neubarock, 1897/98 von Johann und Lorenz Grübel | D-1-62-000-4828 | Mietshaus                      |
| Innenhof Nymphenburger Straße 84 – 90 (Standort)          | Bürohaus des Bruckmann Verlags                    | dreigeschossiger reich stuckierter Jugendstil-Satteldachbau mit durch Erker betonter Mittelachse und Giebelkartusche, von Martin Dülfer, 1898; im Hof gelegen (Zugang nur über Nr. 84/86, dort auch Haus mit altem Firmenschriftzug) | D-1-62-000-4829 | Bürohaus des Bruckmann Verlags |
| Nymphenburger Straße 95 (Standort)                        | Mietshaus                                         | Neurenaissance, reich gegliederter Eckbau mit Figuren am Säulenbalkon, 1885 von Carl Wilhelm Warmbach; Einheit mit Elvirastraße 1. | D-1-62-000-1511 | Mietshaus                      |
| Nymphenburger Straße 96 (Standort)                        | Vorstadthaus                                      | Neurenaissance, um 1870/80; Gruppe mit Nr. 98, 102, 104 und 106 | D-1-62-000-4831 | Vorstadthaus                   |
| Nymphenburger Straße 98 (Standort)                        | Mietshaus                                         | im Kern wohl 1860/70, 1891 Umbau in Neurenaissanceformen durch Franz Xaver Fesslmayr; Fassade später vereinfacht; Gruppe mit Nr. 96, 102, 104 und 106 | D-1-62-000-4832 | Mietshaus                      |
| Nymphenburger Straße 101 (Standort)                       | Mietshaus                                         | spätklassizistisch, um 1860, 1873 aufgestockt | D-1-62-000-4833 | Mietshaus                      |
| Nymphenburger Straße 102 (Standort)                       | Mietshaus                                         | in klassizistischer Tradition, um 1860; Gruppe mit Nr. 96, 98, 104 und 106 | D-1-62-000-4834 | Mietshaus                      |
| Nymphenburger Straße 103 (Standort)                       | Mietshaus                                         | Neurenaissance-Rohbacksteinbau, 2. Hälfte 19. Jahrhundert, 1878 aufgestockt | D-1-62-000-4835 | Mietshaus                      |
| Nymphenburger Straße 105 (Standort)                       | Wohn- und Geschäftshaus                           | viergeschossiger Neurenaissancebau in Ecklage mit Mansardwalmdach und Eckturm, von Johann Lang, 1895, Fassade zum Teil vereinfacht; Pendant zu Nr. 107 | D-1-62-000-8024 | Wohn- und Geschäftshaus        |
| Nymphenburger Straße 106 (Standort)                       | Mietshaus                                         | Neurenaissance, mit Eckturm, um 1870/80; Gruppe mit Nr. 96, 98, 102 und 104 | D-1-62-000-4837 | Mietshaus                      |
| Nymphenburger Straße 107 (Standort)                       | Mietshaus                                         | Neurenaissance, mit Eckturm, Ende 19. Jahrhundert | D-1-62-000-4838 | Mietshaus                      |
| Nymphenburger Straße 109 (Standort)                       | Mietshaus                                         | deutsche Renaissance, mit Stuckdekor, um 1900 | D-1-62-000-4839 | Mietshaus                      |
| Nymphenburger Straße 118 (Standort)                       | Mietshaus                                         | abgerundetes Eckhaus, mit zwei Erkern, 1911 von Richard Berndl; runder Pavillon an der Vorgartenecke; Gruppe mit Hedwigstraße 2 und Nymphenburger Straße 122 | D-1-62-000-4840 | Mietshaus                      |
| Nymphenburger Straße 122 (Standort)                       | Mietshaus                                         | barockisierender Jugendstil, mit rundem Eckerker, 1911 von Richard Berndl; Teil einer Wohnhausgruppe mit Alfonsstraße 1 und Hedwigstraße 2 | D-1-62-000-4841 | Mietshaus                      |
| Nymphenburger Straße 125, Rückgebäude (Standort)          | Ehemals Industriebau                              | Seit 1923 „Kunst-Anstalt Graphia“ (Wilhelm Marx & Co), später „Kolben-Ring-Schötz“, zweigeschossiger Sichtziegelbau über hohem Souterrain, mit Flachdach, dekorativ eingesetzten Natursteinbändern und Lichtschacht an der Westseite, für die ehemals „Chromolithographische Kunstanstalt“ um 1895 erbaut, Fassadenpreisträger 2005 und Preisträger beim Preis für Stadtbildpflege der Stadt München 2005. | D-1-62-000-7936 | Ehemals Industriebau           |
| Nymphenburger Straße 137 (Standort)                       | Mietshaus                                         | malerischer Eckbau, reich gegliedert und dekoriert, mit Vorgartenportal, 1902 von Anton Hatzl | D-1-62-000-4842 | Mietshaus                      |
| Nymphenburger Straße 139 (Standort)                       | Mietshaus                                         | Jugendstil, reich gegliedert, mit plastischem Dekor, Mosaiken, und Ziergittern sowie Vorgartenpfeilerzaun, 1907 von Caspar Braun. | D-1-62-000-4843 | Mietshaus                      |
| Nymphenburger Straße 145 (Standort)                       | Mietshaus                                         | Neurenaissance, mit Kuppelerker an der abgeschrägten Ecke, 1890 von Johann Grübel. | D-1-62-000-4844 | Mietshaus                      |
| Nymphenburger Straße 147a (Standort)                      | Mietshaus                                         | Jugendstil, mit zwei Erkern, Anfang 20. Jahrhundert | D-1-62-000-4845 | Mietshaus                      |
| Nymphenburger Straße 148 (Standort)                       | Mietshaus                                         | stattlicher, neubarocker Eckbau, mit Putzgliederung, Anfang 20. Jahrhundert; mit Landshuter Allee 43 | D-1-62-000-4846 | Mietshaus                      |
| Nymphenburger Straße 149/151 (Standort)                   | Mietshausblock                                    | barockisierender Jugendstil, reich gegliedert und stuckiert, mit Bronze-Hirschköpfen an den Giebeln, 1896–99 von Martin Dülfer | D-1-62-000-4847 | Mietshausblock                 |
| Nymphenburger Straße 153 (Standort)                       | Mietshaus                                         | Neurenaissance, bezeichnet 1890 | D-1-62-000-4848 | Mietshaus                      |
| Nymphenburger Straße 167/169 (Standort)                   | Mietshaus                                         | Neurenaissance, mit Eckerker | D-1-62-000-4849 | Mietshaus                      |
| Nymphenburger Straße 179 (Standort)                       | Mietshaus                                         | Jugendstil, Eckbau mit Erkern, Anfang 20. Jahrhundert | D-1-62-000-4851 | Mietshaus                      |
| Nymphenburger Straße 180 (Standort)                       | Mietshaus                                         | schlichter Neurenaissance-Eckbau, Ende 19. Jahrhundert | D-1-62-000-4852 | Mietshaus                      |
| Nymphenburger Straße 181 (Standort)                       | Mietshaus                                         | Jugendstil, mit Zwiebel-Eckturm und Stuckdekor, 1902–04 von Friedrich Wagner. | D-1-62-000-4853 | Mietshaus                      |
| Nymphenburger Straße 185 (Standort)                       | Mietshaus                                         | Jugendstil, mit reichem Stuckdekor, 1903 von Friedrich Wagner. | D-1-62-000-4854 | Mietshaus                      |
| Nymphenburger Straße 186 (Standort)                       | Mietshaus                                         | Jugendstil, mit reichem Stuckdekor, Anfang 20. Jahrhundert | D-1-62-000-4855 | Mietshaus                      |
| Nymphenburger Straße 187 (Standort)                       | Mietshaus                                         | stattlicher, malerischer Eckbau in deutscher Renaissance, reich gegliedert und dekoriert, mit Eckturm, drei Giebeln, Erkern und Figurenschmuck, 1899–1900 von R. Barbist | D-1-62-000-4856 | Mietshaus                      |
| Nymphenburger Straße 188 (Standort)                       | Mietshaus                                         | Jugendstil, Eckbau mit reichem Stuckdekor, 1898 von Hans Memminger. | D-1-62-000-4857 | Mietshaus                      |
| Nymphenburger Straße 191 (Standort)                       | Mietshaus                                         | barockisierender Jugendstil, reich gegliedert, mit abgeschrägter Ecke und Stuckdekor, bezeichnet 1902, wohl von dem Besitzer Architekt Pius Stricker | D-1-62-000-4858 | Mietshaus                      |
| Nymphenburger Straße 194 (Standort)                       | Mietshaus                                         | neubarock, mit reichem Stuckdekor, 1900/01, Fassade 1902 von Karl Fendt | D-1-62-000-4859 | Mietshaus                      |
| Nymphenburger Straße 203 (Standort)                       | Mietshaus                                         | neubarock, 1907 von A. Berger | D-1-62-000-4860 | Mietshaus                      |
| Nymphenburger Straße 217 (Standort)                       | Mietshaus                                         | neubarock, mit Erker, um 1900 | D-1-62-000-4862 | Mietshaus                      |

### O
| Lage                     | Objekt    | Beschreibung | Akten-Nr.       | Bild           |
| ------------------------ | --------- | --- | --------------- | -------------- |
| Olgastraße 5 (Standort)  | Mietshaus | historisierend, 1911 von Heilmann & Littmann; aufgestockt; mit Nr. 7 einen Ehrenhof einschließend                         | D-1-62-000-4987 | Mietshaus      |
| Olgastraße 7 (Standort)  | Mietshaus | historisierend, 1911 von Heilmann & Littmann; mit Nr. 5 einen Ehrenhof einschließend                                      | D-1-62-000-4988 | Mietshaus      |
| Olgastraße 9 (Standort)  | Mietshaus | Eckbau im späten Jugendstil, mit Bodenerker, Anfang 20. Jahrhundert                                                       | D-1-62-000-4989 | Mietshaus      |
| Orffstraße 1 (Standort)  | Mietshaus | mit Erker und Zwerchgiebel, um 1900; vereinfacht; Gruppe mit Nr. 3                                                        | D-1-62-000-4993 | Mietshaus      |
| Orffstraße 2 (Standort)  | Mietshaus | deutsche Renaissance, mit polygonalem Bodenerker und reichem Dekor, um 1900; Gruppe mit Nr. 4 und 6                       | D-1-62-000-4994 | Mietshaus      |
| Orffstraße 3 (Standort)  | Mietshaus | barockisierender Jugendstil, mit polygonalem Bodenerker-Turm an der Ecke und figürlichem Stuck, um 1900; Gruppe mit Nr. 1 | D-1-62-000-4995 | weitere Bilder |
| Orffstraße 4 (Standort)  | Mietshaus | deutsche Renaissance, mit Bodenerker und reichem Dekor, um 1900; Gruppe mit Nr. 2 und 6                                   | D-1-62-000-4996 | Mietshaus      |
| Orffstraße 6 (Standort)  | Mietshaus | deutsche Renaissance, mit polygonalem Bodenerker und reichem Dekor, um 1900; Gruppe mit Nr. 2 und 4                       | D-1-62-000-4997 | Mietshaus      |
| Orffstraße 7 (Standort)  | Mietshaus | barockisierender Jugendstil, um 1900; Gruppe mit Nr. 9                                                                    | D-1-62-000-4998 | Mietshaus      |
| Orffstraße 8 (Standort)  | Mietshaus | mit Bodenerkerturm an der Ecke, im Kern um 1900; Gruppe mit Nr. 10 und 12                                                 | D-1-62-000-4999 | Mietshaus      |
| Orffstraße 9 (Standort)  | Mietshaus | barockisierender Jugendstil, um 1900; Gruppe mit Nr. 7                                                                    | D-1-62-000-5000 | Mietshaus      |
| Orffstraße 10 (Standort) | Mietshaus | neuklassizistisch, reich gegliedert, mit Erker, um 1900; Gruppe mit Nr. 8 und 12                                          | D-1-62-000-5001 | Mietshaus      |
| Orffstraße 11 (Standort) | Mietshaus | barockisierend, mit Erker und Bodenerker-Ecktürmchen, um 1900; Block mit Nr. 13                                           | D-1-62-000-5002 | weitere Bilder |
| Orffstraße 12 (Standort) | Mietshaus | neuklassizistisch, reich gegliedert, mit Erker, um 1900; Gruppe mit Nr. 10                                                | D-1-62-000-5003 | Mietshaus      |
| Orffstraße 13 (Standort) | Mietshaus | barockisierend, mit Erker und Bodenerker-Ecktürmchen, um 1900; Block mit Nr. 11                                           | D-1-62-000-5004 | weitere Bilder |
| Orffstraße 15 (Standort) | Mietshaus | Jugendstil, mit Bodenerker und Stuckrelief, 1902/03 von Richard Berndl                                                    | D-1-62-000-5005 | weitere Bilder |
| Orffstraße 18 (Standort) | Mietshaus | deutsche Renaissance, mit flachem Bodenerker, 1903 von Hans Thaler; Gruppe mit Nr. 20                                     | D-1-62-000-5006 | Mietshaus      |
| Orffstraße 20 (Standort) | Mietshaus | deutsche Renaissance, mit flachem Bodenerker, um 1900; Gruppe mit Nr. 18                                                  | D-1-62-000-5007 | Mietshaus      |
| Orffstraße 21 (Standort) | Mietshaus | neubarock, mit Bodenerker an der Ecke, reich gegliedert und stuckiert, um 1900; Gruppe mit Nr. 23                         | D-1-62-000-5008 | weitere Bilder |
| Orffstraße 23 (Standort) | Mietshaus | neubarock, mit Erker und Stuckdekor, um 1900; Gruppe mit Nr. 21                                                           | D-1-62-000-5009 | weitere Bilder |

### P
| Lage                          | Objekt                                                        | Beschreibung | Akten-Nr.       | Bild                                                          |
| ----------------------------- | ------------------------------------------------------------- | --- | --------------- | ------------------------------------------------------------- |
| Pötschnerstraße 2 (Standort)  | Symmetrisch komponierte Wohnanlage des Beamtenwohnungsvereins | barockisierend, mit eingezogenem, straßenartigem Mittelteil, bezeichnet 1925, von Theodor Mayr; mit Gudrunstraße 5–19 (ungerade Nummern) und Schluderstraße 6 | D-1-62-000-5441 | Symmetrisch komponierte Wohnanlage des Beamtenwohnungsvereins |
| Pötschnerstraße 9 (Standort)  | Mietshaus                                                     | barockisierend, um 1920 | D-1-62-000-5442 | Mietshaus                                                     |
| Pötschnerstraße 11 (Standort) | Mietshaus                                                     | barockisierend, um 1910 | D-1-62-000-5444 | Mietshaus                                                     |
| Pötschnerstraße 12 (Standort) | Symmetrisch komponierte Wohnanlage des Beamtenwohnungsvereins | barockisierend, mit eingezogenem, straßenartigem Mittelteil, bezeichnet 1925, von Theodor Mayr; mit Gudrunstraße 5–19 (ungerade Nummern) und Schluderstraße 6 | D-1-62-000-5441 | Symmetrisch komponierte Wohnanlage des Beamtenwohnungsvereins |
| Pötschnerstraße 15 (Standort) | Mietshaus                                                     | barockisierend, um 1910/20 | D-1-62-000-5446 | Mietshaus                                                     |
| Prinzenstraße 3 (Standort)    | Fachwerkvilla                                                 | mit Holzlauben, erbaut Ende 19. Jahrhundert, 1895 Dachausbau mit Atelier                                                                                      | D-1-62-000-5536 | Fachwerkvilla                                                 |
| Prinzenstraße 5 (Standort)    | Villa                                                         | deutsche Renaissance, um 1900 | D-1-62-000-5537 | Villa                                                         |
| Prinzenstraße 7 (Standort)    | Villa                                                         | neubarock, mit vorkragendem Dach, um 1900 | D-1-62-000-5538 | Villa                                                         |
| Prinzenstraße 8 (Standort)    | Villa                                                         | zweigeschossiger Walmdachbau mit Eingangsrisalit, Putzdekor und klassizisierendem Relief, von Peter Birkenholz, 1903/04; mit Einfriedung, bauzeitlich         | D-1-62-000-8059 | Villa                                                         |
| Prinzenstraße 9 (Standort)    | Villa                                                         | Neurenaissance, mit vorkragendem Dach, um 1900 | D-1-62-000-5539 | Villa                                                         |
| Prinzenstraße 10 (Standort)   | Villa                                                         | neubarock, mit Stuckdekor, Anfang 20. Jahrhundert | D-1-62-000-5540 | Villa                                                         |
| Prinzenstraße 11 (Standort)   | Malerische Villa                                              | deutsche Renaissance, mit Turm, um 1900 | D-1-62-000-5541 | Malerische Villa                                              |
| Prinzenstraße 12 (Standort)   | Villa                                                         | barockisierender Jugendstil, mit Schweifgiebel, um 1900 | D-1-62-000-5542 | Villa                                                         |
| Prinzenstraße 13 (Standort)   | Villa                                                         | neubarock, 1901 von Nikolaus Debold | D-1-62-000-5543 | Villa                                                         |
| Prinzenstraße 14 (Standort)   | Villa                                                         | barockisierend, 1899 von Nikolaus Debold | D-1-62-000-5544 | Villa                                                         |
| Prinzenstraße 15 (Standort)   | Villa                                                         | Neurenaissance, mit Eckturm, um 1900; samt Gitterzaun | D-1-62-000-5545 | Villa                                                         |
| Prinzenstraße 17 (Standort)   | Villa                                                         | neubarock, 1897; Gartenhaus im Burgenstil, östlich daneben, 1900; beide von Nikolaus Debold; vergleiche Montenstraße 8                                        | D-1-62-000-5546 | weitere Bilder                                                |

### R
| Lage                                                 | Objekt                                                    | Beschreibung | Akten-Nr.        | Bild                                                      |
| ---------------------------------------------------- | --------------------------------------------------------- | --- | ---------------- | --------------------------------------------------------- |
| Renatastraße 7 (Standort)                            | Katholische Pfarrkirche St. Clemens                       | barockisierende Fassade und Turm, 1922 von Hans Steiner, sonst 1966–68 | D-1-62-000-5743  | weitere Bilder                                            |
| Renatastraße 50 (Standort)                           | Wohnhaus                                                  | historisierend, Anfang 20. Jahrhundert; malerische Gruppe mit Nr. 52 und Jagdstraße 9 und 11 | D-1-62-000-5745  | Wohnhaus                                                  |
| Renatastraße 52 (Standort)                           | Wohnhaus                                                  | historisierend, Anfang 20. Jahrhundert; malerische Gruppe mit Nr. 50 und Jagdstraße 9 und 11 | D-1-62-000-5746  | weitere Bilder                                            |
| Renatastraße 56 (Standort)                           | Villa                                                     | neuklassizistisch, 1909 von Eugen Hönig und Karl Söldner; ursprünglich mit Mansarddach | D-1-62-000-5747  | weitere Bilder                                            |
| Renatastraße 58 (Standort)                           | Doppelvilla                                               | mit Nr. 60, historisierend, erbaut 1908 von Carl Hocheder für sich selbst | D-1-62-000-5748  | Doppelvilla                                               |
| Renatastraße 59 (Standort)                           | Villa                                                     | historisierend, Anfang 20. Jahrhundert | D-1-62-000-5750  | Villa                                                     |
| Renatastraße 60 (Standort)                           | Doppelvilla                                               | mit Nr. 58, historisierend, 1908 von Paul Böhmer | D-1-62-000-5751  | Doppelvilla                                               |
| Renatastraße 61/61a (Standort)                       | Doppelwohnhaus                                            | zweigeschossiger Satteldachbau ohne Dachüberstand und betont sachlicher Gestaltung, von Sep Ruf, 1936/37; mit Garage bei Nr. 61a, gleichzeitig | D-1-62-000-10057 | Doppelwohnhaus                                            |
| Renatastraße 63 (Standort)                           | Villa                                                     | historisierend, um 1910 | D-1-62-000-5752  | Villa                                                     |
| Renatastraße 65 (Standort)                           | Doppelvilla                                               | mit Nr. 67, neubarock, 1899 von Nikolaus Debold | D-1-62-000-5753  | weitere Bilder                                            |
| Renatastraße 67 (Standort)                           | Doppelvilla                                               | mit Nr. 65, neubarock, um 1894 von Nikolaus Debold; vereinfacht | D-1-62-000-5754  | Doppelvilla                                               |
| Renatastraße 69 (Standort)                           | Villa                                                     | barockisierend, um 1910; samt Jugendstil-Vorgartenzaun; am Gartentor Georgsfigur | D-1-62-000-5755  | weitere Bilder                                            |
| Renatastraße 71 (Standort)                           | Malerische Villa                                          | deutsche Renaissance, 1893/94 von Hans Grässel | D-1-62-000-5756  | weitere Bilder                                            |
| Renatastraße 73 (Standort)                           | Stattliche Villa                                          | (jetzt Bürohaus mit neuem Anbau), Neurenaissance, mit halbrundem Vorbau und Säulenbalkon, um 1900; neubarocker Gitterzaun mit drei Gittertoren | D-1-62-000-5757  | Stattliche Villa                                          |
| Richelstraße 2 (Standort)                            | Mietshaus                                                 | deutsche Renaissance, mit einspringender Ecke, Eckturm, Erkern und reichem Dekor, um 1900 | D-1-62-000-5789  | Mietshaus                                                 |
| bei Richelstraße 3 (Standort)                        | Drei große weibliche Bronzefiguren                        | 1924 von Karl Kroher; von einem Ehrenmal im ehemaligen Verkehrsministerium | D-1-62-000-5790  | Drei große weibliche Bronzefiguren                        |
| Richelstraße 4 (Standort)                            | Mietshaus                                                 | Jugendstil, mit Erker-Balkon-Gruppe und Giebel, Anfang 20. Jahrhundert | D-1-62-000-5791  | Mietshaus                                                 |
| Richelstraße 6 (Standort)                            | Geschäftshaus                                             | später Jugendstil, um 1910 | D-1-62-000-5792  | Geschäftshaus                                             |
| Richelstraße 8 (Standort)                            | Mietshaus                                                 | deutsche Renaissance, mit geschweiftem Zwerchgiebel und Stuckdekor, um 1900; Gruppe mit Nr. 10 | D-1-62-000-5793  | Mietshaus                                                 |
| Richelstraße 10 (Standort)                           | Mietshaus                                                 | deutsche Renaissance, mit Eckaufsatz und Stuckdekor, um 1900; Gruppe mit Nr. 8 | D-1-62-000-5794  | Mietshaus                                                 |
| Richelstraße 26/28 (Standort)                        | Mietshaus                                                 | fünfgeschossiger Jugendstilbau mit Putzgliederung, um 1900, Fassade zum Teil vereinfacht; Gruppe mit Nr. 26 | D-1-62-000-5795  | Mietshaus                                                 |
| Richelstraße 28 (Standort)                           | Mietshaus                                                 | Jugendstil, mit Putzgliederung, um 1900; zum Teil vereinfacht; Gruppe mit Nr. 26 ehemals unter der Nummer D-1-62-000-5796 separat aufgeführt | D-1-62-000-5795  | Mietshaus                                                 |
| Richelstraße 32/34/36/38 (Standort)                  | Teil einer Wohnanlage                                     | 1928/29 von Robert Vorhoelzer und Walther Schmidt; siehe Arnulfstraße 107–163 (ungerade Nrn.) | D-1-62-000-410   | weitere Bilder                                            |
| Rolandstraße 1 (Standort)                            | Teil einer historisierenden Reihenhausgruppe              | Anfang 20. Jahrhundert; siehe Kindermannstraße 1/3/5/7/9/11/13 | D-1-62-000-3403  | Teil einer historisierenden Reihenhausgruppe              |
| Rolandstraße 2/4/6/8/10/12 (Standort)                | Reihenhausgruppe                                          | 1912 von Franz Böttge; Nr. 12 mit datierter Büste | D-1-62-000-5886  | Reihenhausgruppe                                          |
| Romanstraße 1 (Standort)                             | Eckhaus                                                   | deutsche Renaissance, um 1900 | D-1-62-000-5887  | Eckhaus                                                   |
| Romanstraße 1a (Standort)                            | Mietshaus                                                 | reiche, neugotische Fassade, 1900/01 von Georg Guinin | D-1-62-000-5888  | Mietshaus                                                 |
| Romanstraße 3 (Standort)                             | Mietshaus                                                 | Neurenaissance, um 1900 | D-1-62-000-5889  | Mietshaus                                                 |
| Romanstraße 5 (Standort)                             | Mietshaus                                                 | Jugendstil, mit sehr reichem vegetabilischem Stuckdekor, 1902–03 von Georg Müller nach Entwurf von Hans Lettner. | D-1-62-000-5890  | Mietshaus                                                 |
| Romanstraße 6 (Standort)                             | Katholisches Pfarrhaus Herz Jesu                          | Dreigeschossiger malerischer Halbwalmdach-Eckbau in Formen der deutschen Renaissance mit neugotischem Kapellenerker, turmartigen Eckaufsätzen und Stuckgliederung, von Leonhard Romeis, 1897/98; mit Einfriedung, bauzeitlich, lobende Erwähnung beim Fassadenpreis 2004. | D-1-62-000-317   | weitere Bilder                                            |
| Romanstraße 12 (Standort)                            | St. Marien-Ludwig-Ferdinand-Kinderheim                    | barockisierender Komplex, in der Mitte Kapelle mit Dachreiter, 1885 und 1890–92 von Emanuel von Seidl | D-1-62-000-5891  | weitere Bilder                                            |
| Romanstraße 13 (Standort)                            | Stattliche Villa                                          | jetzt Polizeiamt München West, Jugendstilparaphrase einer italienischen Renaissance-Villa, 1902–05 von Friedrich von Thiersch | D-1-62-000-5892  | Stattliche Villa                                          |
| Romanstraße 16a (Standort)                           | Villa                                                     | zweigeschossiger asymmetrisch gegliederter Sichtziegelbau in historisierenden Formen, von Nikolaus Debold, 1883, 1887 von selbigem erweitert und 1899 aufgestockt, 1923 durch Jakob Heilmann und Max Littmann umgebaut und erweitert | D-1-62-000-8047  | Villa                                                     |
| Romanstraße 20 (Standort)                            | Malerische Villa                                          | deutsche Renaissance, 1890 von Leonhard Romeis | D-1-62-000-5894  | weitere Bilder                                            |
| Rondell Neuwittelsbach 1a; Montenstraße 2 (Standort) | Wohn- und Atelierhaus des Architekten Herbert Groethuysen | kubischer, rechteckiger Flachdachbau in Stahlbetonskelettbauweise, die zwei Geschosse rational gegliedert, Südfassade des Erdgeschosses zurückgesetzt und mit Schiebetüren voll verglast, direkter Treppenzugang von der Terrasse des flächigen Obergeschosses zum Garten, nach Plänen des Architekten, 1961/62; mit Schwimmbecken im parkartigen Garten; mit Auto-Abstellplatz                 | D-1-62-000-7993  | Wohn- und Atelierhaus des Architekten Herbert Groethuysen |
| Rondell Neuwittelsbach 4, 5 (Standort)               | Doppelwohnhaus                                            | zweigeschossiger Rohbacksteinbau mit Putzgliederungen und Seitenrisaliten, errichtet im Stil der Neurenaissance, von Otto Lasne, 1883 | D-1-62-000-5909  | weitere Bilder                                            |
| Rondell Neuwittelsbach 6 (Standort)                  | Wohnhaus mit Arztpraxis                                   | Zweigeschossiger Flachdachbau, dreiseitig Sichtmauerwerk, zum Garten Stahlskelettbauweise, gartenseitig versenkbare und verschiebbare Holzläden, von Josef Wiedemann, 1960/61; Brüstungsplatte aus Bronze mit Relief über dem Eingang, von Fritz Koenig, gleichzeitig; Gartenskulptur aus Bronze Felsennest, von Fritz Koenig, 1961; Garten mit Schwimmbecken, von Ludwig Roemer, gleichzeitig. | D-1-62-000-8315  | weitere Bilder                                            |
| Rondell Neuwittelsbach 7 (Standort)                  | Mansarddachvilla                                          | Jugendstil, um 1910 | D-1-62-000-5911  | Mansarddachvilla                                          |
| Rondell Neuwittelsbach 8 (Standort)                  | Villa                                                     | mit Bodenerker, um 1920 | D-1-62-000-5912  | Villa                                                     |
| Rondell Neuwittelsbach 9 (Standort)                  | Villa                                                     | mit zwei Erkertürmen, um 1900 | D-1-62-000-5913  | weitere Bilder                                            |
| Ruffinistraße 2 (Standort)                           | Mietshaus                                                 | neubarocker Eckbau, reich gegliedert und stuckiert, 1899 von Peter Schneider | D-1-62-000-5991  | weitere Bilder                                            |
| Ruffinistraße 2a (Standort)                          | Mietshaus                                                 | Erkerhaus in deutscher Renaissance, mit Stuck, um 1900 | D-1-62-000-5992  | Mietshaus                                                 |
| Ruffinistraße 4 (Standort)                           | Mietshaus                                                 | Jugendstil, mit Erker und reichem Stuckdekor, 1899–1900 von Johann Lang; Gruppe mit Nr. 6 | D-1-62-000-5993  | Mietshaus                                                 |
| Ruffinistraße 6 (Standort)                           | Mietshaus                                                 | Jugendstil, mit zwei Erkern und reichem Stuckdekor, 1905 von Karl Fendt; Gruppe mit Nr. 4 | D-1-62-000-5994  | Mietshaus                                                 |
| Ruffinistraße 16 (Standort)                          | Mietshaus                                                 | Eckbau im späten Jugendstil, mit vier Erkern, um 1910 | D-1-62-000-5995  | Mietshaus                                                 |
| Ruffinistraße 22 (Standort)                          | Mietshaus                                                 | schlichte Neurenaissance, um 1890 | D-1-62-000-5996  | weitere Bilder                                            |
| Ruffinistraße 24 (Standort)                          | Mietshaus                                                 | neubarocker Eckbau, um 1890 | D-1-62-000-5998  | weitere Bilder                                            |
| Ruffinistraße 26 (Standort)                          | Mietshaus                                                 | neubarocker Eckbau, mit Runderker, 1900/01 von R. Barbist und Fritz Heckenstaller | D-1-62-000-5999  | weitere Bilder                                            |
| Rüthlingstraße 2 (Standort)                          | Eckhaus                                                   | später, barockisierender Jugendstil, reich gegliedert, um 1910 | D-1-62-000-5990  | Eckhaus                                                   |

### S
| Lage                                                  | Objekt                                 | Beschreibung | Akten-Nr.       | Bild                                   |
| ----------------------------------------------------- | -------------------------------------- | --- | --------------- | -------------------------------------- |
| Schachenmeierstraße 35 (Standort)                     | Teil der ehemaligen Nachrichtenkaserne | monumentaler Bau in modern-klassizistischen Formen, um 1910 | D-1-62-000-8358 | Teil der ehemaligen Nachrichtenkaserne |
| Schäringerplatz (Standort)                            | Denkmal für Prinzregent Luitpold       | Bronzebüste von Wilhelm von Rümann, 1888, auf Marmorsockel; in den Anlagen. | D-1-62-000-6126 | weitere Bilder                         |
| Schäringerstraße 2/4/6/8/10/12/14/16/18/20 (Standort) | Teil einer Wohnanlage                  | 1928/29 von Robert Vorhoelzer und Walther Schmidt; siehe Arnulfstraße 107–163 (ungerade Nummern). | D-1-62-000-410  | weitere Bilder                         |
| Schlörstraße 3/5 (Standort)                           | Mietshaus                              | historisierend, um 1910 | D-1-62-000-6219 | Mietshaus                              |
| Schlörstraße 4 (Standort)                             | Mietshaus                              | barockisierender Jugendstil, Erkerfassade, mit reichem Stuckdekor, Anfang 20. Jahrhundert | D-1-62-000-6220 | Mietshaus                              |
| Schlörstraße 6 (Standort)                             | Mietshaus                              | neubarock, 1899 | D-1-62-000-6222 | Mietshaus                              |
| Schlörstraße 10 (Standort)                            | Mietshaus                              | neubarock, mit Putzgliederung, 1901 von Paul Böhmer | D-1-62-000-6223 | Mietshaus                              |
| Schlörstraße 13 (Standort)                            | Mietshaus                              | schlichte Neurenaissance, Ende 19. Jahrhundert | D-1-62-000-6224 | Mietshaus                              |
| Schluderstraße 2 (Standort)                           | Mietshaus                              | barockisierender Eckbau, mit Erkern, 1914 von Karl Fendt | D-1-62-000-6238 | Mietshaus                              |
| Schluderstraße 4 (Standort)                           | Mietshaus                              | barockisierender Eckbau, um 1910 | D-1-62-000-6239 | Mietshaus                              |
| Schluderstraße 6 (Standort)                           | Teil einer barockisierenden Wohnanlage | um 1925 von Theodor Mayr; siehe Pötschnerstraße 2–22 (gerade Nr.) | D-1-62-000-5441 | Teil einer barockisierenden Wohnanlage |
| Schulstraße 3 (Standort)                              | Neubarocke Torpfeiler                  | samt Gitter als Begrenzung des Schulhofs gegen die Straße, Ende 19. Jahrhundert | D-1-62-000-6327 | weitere Bilder                         |
| Schulstraße 4 (Standort)                              | Mietshaus                              | mit Jugendstildekor, um 1900 | D-1-62-000-6328 | Mietshaus                              |
| Schulstraße 5 (Standort)                              | Mietshaus                              | neubarock, 1911/12 von Adolf Schwiening und Richard Schachner | D-1-62-000-6329 | weitere Bilder                         |
| Schulstraße 6 (Standort)                              | Mietshaus                              | Jugendstil, mit Resten von Stuckdekor, 1900 von Johann Lang | D-1-62-000-6330 | Mietshaus                              |
| Schulstraße 9 (Standort)                              | Mietshaus                              | neubarock, mit Stuckdekor, um 1900 | D-1-62-000-6331 | Mietshaus                              |
| Schulstraße 13/15 (Standort)                          | Mietshaus                              | barockisierender Jugendstil, um 1900 | D-1-62-000-6332 | Mietshaus                              |
| Schulstraße 18 (Standort)                             | Mietshaus                              | historisierend, um 1910/20 | D-1-62-000-6334 | Mietshaus                              |
| Schulstraße 19 (Standort)                             | Mietshaus                              | Eckbau in deutscher Renaissance, reich gegliedert und stuckiert, mit Eckturm, um 1900 | D-1-62-000-6335 | Mietshaus                              |
| Schulstraße 20 (Standort)                             | Mietshaus                              | historisierend, um 1910/20 | D-1-62-000-6334 | Mietshaus                              |
| Schulstraße 22 (Standort)                             | Mietshaus                              | historisierend, um 1910/20 | D-1-62-000-6334 | Mietshaus                              |
| Schulstraße 29 (Standort)                             | Mietshaus                              | Eckbau in deutscher Renaissance, mit Stuckdekor, 1896 von Anton Weber | D-1-62-000-6338 | weitere Bilder                         |
| Schulstraße 37 (Standort)                             | Mietshaus                              | Eckbau mit Putzgliederung in deutscher Renaissance, um 1900 | D-1-62-000-6339 | Mietshaus                              |
| Schulstraße 38 (Standort)                             | Mietshaus                              | Neurenaissance-Eckbau mit zwei Erkern, um 1900 | D-1-62-000-6340 | Mietshaus                              |
| Schulstraße 39 (Standort)                             | Mietshaus                              | Jugendstil, Anfang 20. Jahrhundert | D-1-62-000-6341 | Mietshaus                              |
| Schulstraße 41 (Standort)                             | Mietshaus                              | Jugendstil, mit farbigem Dekor, Anfang 20. Jahrhundert | D-1-62-000-6342 | Mietshaus                              |
| Schulstraße 43 (Standort)                             | Mietshaus                              | neubarock, Anfang 20. Jahrhundert | D-1-62-000-6343 | Mietshaus                              |
| Schulstraße 45 (Standort)                             | Mietshaus                              | Jugendstil, mit reichem Stuckdekor, 1904/05 von Konrad Böhm. | D-1-62-000-6344 | Mietshaus                              |
| Schulstraße 46 (Standort)                             | Mietshaus                              | neubarocker Eckbau, um 1900 | D-1-62-000-6345 | Mietshaus                              |
| Schulstraße 47 (Standort)                             | Mietshaus                              | Jugendstil, mit reichem Stuckdekor, 1904/05 von Konrad Böhm. | D-1-62-000-6346 | Mietshaus                              |
| Schulstraße 48 (Standort)                             | Mietshaus                              | später Jugendstil, mit zwei Erkern, Anfang 20. Jahrhundert | D-1-62-000-6347 | Mietshaus                              |
| Schulstraße 49 (Standort)                             | Mietshaus                              | barockisierender Jugendstil, um 1900 | D-1-62-000-6348 | Mietshaus                              |
| Schulstraße 50 (Standort)                             | Mietshaus                              | später Jugendstil, Anfang 20. Jahrhundert | D-1-62-000-6349 | Mietshaus                              |
| Schulstraße 51 (Standort)                             | Mietshaus                              | barockisierender Jugendstil, um 1900 | D-1-62-000-6350 | Mietshaus                              |
| Sedlmayrstraße 16 (Standort)                          | Mietshaus                              | historisierend, 1910 von Karl Fendt | D-1-62-000-6448 | Mietshaus                              |
| Steubenplatz 1/2 (Standort)                           | Teil einer Wohnanlage                  | 1930–31 von Otho Orlando Kurz und Eduard Herbert; siehe Arnulfstraße 214/216/218/220/222/224; vergleiche auch Ensemble Siedlung Neuhausen. ehemals unter der Nummer D-1-62-000-6694 separat aufgeführt | D-1-62-000-416  | Teil einer Wohnanlage                  |

### T
| Lage                                         | Objekt                    | Beschreibung                                                                                                  | Akten-Nr.       | Bild                      |
| -------------------------------------------- | ------------------------- | --- | --------------- | ------------------------- |
| Taxisstraße (Standort)                       | Gedenkbrunnen             | barockisierend, 1921; im Park für Kriegsbeschädigte                                                           | D-1-62-000-6765 | Gedenkbrunnen             |
| Tizianstraße 16 (Standort)                   | Villa                     | reduzierter Heimatstil, 1898 als Wohn- und Atelierhaus des Bildhauers Rudolf Maison erbaut                    | D-1-62-000-6924 | weitere Bilder            |
| Tizianstraße 20 (Standort)                   | Villa                     | barockisierend, mit Eckturm, um 1900; Block mit Nr. 22                                                        | D-1-62-000-6925 | weitere Bilder            |
| Tizianstraße 22 (Standort)                   | Villa                     | barockisierend, um 1900; Block mit Nr. 20                                                                     | D-1-62-000-6926 | Villa                     |
| Tizianstraße 24/26/28/30/32/34/36 (Standort) | Reihenhausgruppe          | historisierend, 1895 von Heilmann & Littmann; mit Kratzerstraße 18                                            | D-1-62-000-6927 | weitere Bilder            |
| Tizianstraße 38/40/42/44/46/48 (Standort)    | Reihenhausgruppe          | Neurenaissance, zum Teil mit Fachwerk, um 1900; mit Kratzerstraße 21                                          | D-1-62-000-6928 | weitere Bilder            |
| Tizianstraße 45 (Standort)                   | Dreigeschossiges Eckhaus  | barockisierend, Anfang 20. Jahrhundert                                                                        | D-1-62-000-6929 | Dreigeschossiges Eckhaus  |
| Tizianstraße 47 (Standort)                   | Zweigeschossiges Wohnhaus | historisierend, Anfang 20. Jahrhundert                                                                        | D-1-62-000-6931 | Zweigeschossiges Wohnhaus |
| Tizianstraße 49 (Standort)                   | Zweigeschossiges Wohnhaus | historisierend, Anfang 20. Jahrhundert                                                                        | D-1-62-000-6931 | Zweigeschossiges Wohnhaus |
| Tizianstraße 51 (Standort)                   | Zweigeschossiges Wohnhaus | historisierend, Anfang 20. Jahrhundert                                                                        | D-1-62-000-6931 | Zweigeschossiges Wohnhaus |
| Tizianstraße 53 (Standort)                   | Villa                     | zweigeschossiger Schopfwalmdachbau mit Fachwerkgiebel und seitlichem Turm, von Heilmann & Littmann, 1892–1897 | D-1-62-000-6935 | Villa                     |
| Tizianstraße 55/57 (Standort)                | Reihenhausgruppe          | historisierend, Anfang 20. Jahrhundert                                                                        | D-1-62-000-6936 | Reihenhausgruppe          |
| Tizianstraße 61 (Standort)                   | Villa in Ecklage          | historisierend, Anfang 20. Jahrhundert                                                                        | D-1-62-000-6937 | Villa in Ecklage          |
| Tizianstraße 65a (Standort)                  | Villa                     | Jugendstil, Anfang 20. Jahrhundert                                                                            | D-1-62-000-6938 | Villa                     |
| Tizianstraße 69/71 (Standort)                | Villa                     | deutsche Renaissance, um 1900; mit Nr. 71 sowie Nr. 73 und 75 zu einer Reihenhausgruppe verbunden             | D-1-62-000-6939 | Villa                     |
| Tizianstraße 73/75 (Standort)                | Villa                     | Heimatstil, 1905 von Paul Böhmer; mit Nr. 75 sowie Nr. 69 und 71 zu einer Reihenhausgruppe verbunden          | D-1-62-000-6941 | Villa                     |
| Tizianstraße 83 (Standort)                   | Malerische Villa          | deutsche Renaissance, mit Fachwerk-Obergeschoss, um 1900                                                      | D-1-62-000-6943 | Malerische Villa          |
| Tizianstraße 85 (Standort)                   | Villa                     | neubarock, um 1900                                                                                            | D-1-62-000-6944 | Villa                     |
| Tizianstraße 89/91/93 (Standort)             | Reihenhausgruppe          | historisierend, Anfang 20. Jahrhundert; mit Kratzerstraße 19                                                  | D-1-62-000-6945 | Reihenhausgruppe          |

### V
| Lage                            | Objekt    | Beschreibung | Akten-Nr.       | Bild           |
| ------------------------------- | --------- | --- | --------------- | -------------- |
| Volkartstraße 2 (Standort)      | Mietshaus | neubarock, mit rundem Eckerker, zwei Zwerchgiebeln und reicher Gliederung, um 1900                                                                                       | D-1-62-000-7252 | weitere Bilder |
| Volkartstraße 4 (Standort)      | Mietshaus | mit reichem Terrakotta-Dekor in der Portalzone, bezeichnet 1927 | D-1-62-000-7254 | Mietshaus      |
| Volkartstraße 11 (Standort)     | Mietshaus | deutsche Renaissance, mit Stuckdekor und Zwerchgiebel, um 1900 | D-1-62-000-7255 | Mietshaus      |
| Volkartstraße 13 (Standort)     | Mietshaus | neubarock, um 1900 | D-1-62-000-7256 | Mietshaus      |
| Volkartstraße 14 (Standort)     | Mietshaus | Neurenaissance, reich gegliedert, um 1890/1900 | D-1-62-000-7257 | weitere Bilder |
| Volkartstraße 15 (Standort)     | Mietshaus | Neurenaissance, mit Lisenen, 1899–1900 von Georg Müller | D-1-62-000-7258 | Mietshaus      |
| Volkartstraße 16 (Standort)     | Mietshaus | Neurenaissance, mit übergiebeltem Erker, 1894 von Ludwig Catharinus. | D-1-62-000-7259 | weitere Bilder |
| Volkartstraße 18 (Standort)     | Mietshaus | Neurenaissance, mit hohem Mittelgiebel, 1898 von Ludwig Catharinus. | D-1-62-000-7260 | weitere Bilder |
| Volkartstraße 21 (Standort)     | Mietshaus | neubarock, reich gegliedert, um 1900 | D-1-62-000-7261 | Mietshaus      |
| Volkartstraße 22 (Standort)     | Mietshaus | Neurenaissance, reich gegliedert, um 1890/1900 | D-1-62-000-7262 | Mietshaus      |
| Volkartstraße 24 (Standort)     | Mietshaus | Neurenaissance, mit Kuppel an der Ecke, um 1890/1900 | D-1-62-000-7263 | weitere Bilder |
| Volkartstraße 26 (Standort)     | Mietshaus | Neurenaissance-Eckbau, Ende 19. Jahrhundert | D-1-62-000-7264 | weitere Bilder |
| Volkartstraße 29 (Standort)     | Mietshaus | deutsche Renaissance, mit reich dekoriertem Erker und mit Zwerchgiebel, bezeichnet 1900                                                                                  | D-1-62-000-7265 | weitere Bilder |
| Volkartstraße 30 (Standort)     | Mietshaus | neubarocker Eckbau, reich gegliedert, um 1900; vergleiche auch Ensemble Orffstraße                                                                                       | D-1-62-000-7266 | weitere Bilder |
| Volkartstraße 32 (Standort)     | Mietshaus | Eckbau im Übergang Neurenaissance/Jugendstil, mit Eckkuppel und Erker, reich gegliedert und stuckiert, um 1900; samt Vorgartenzaun; vergleiche auch Ensemble Orffstraße. | D-1-62-000-7267 | weitere Bilder |
| Volkartstraße 35 (Standort)     | Mietshaus | später Jugendstil, reich durch Erker und Loggien gegliedert, 1912 von Konrad Böhm                                                                                        | D-1-62-000-7268 | Mietshaus      |
| Volkartstraße 40 (Standort)     | Mietshaus | Jugendstil, mit Erker und reichem Dekor, um 1900; Gruppe mit Nr. 42. | D-1-62-000-7269 | Mietshaus      |
| Volkartstraße 42 (Standort)     | Mietshaus | Jugendstil, mit reichem Dekor, um 1900; Gruppe mit Nr. 40. | D-1-62-000-7270 | Mietshaus      |
| Volkartstraße 46 (Standort)     | Mietshaus | Jugendstil, mit reichem Dekor, um 1900. | D-1-62-000-7271 | Mietshaus      |
| Volkartstraße 51 (Standort)     | Mietshaus | Neurenaissance, um 1900 | D-1-62-000-7272 | Mietshaus      |
| Volkartstraße 54 (Standort)     | Mietshaus | zweigeschossig mit Mansarddach und Eckgiebel, spätes 19. Jahrhundert | D-1-62-000-7273 | Mietshaus      |
| Volkartstraße 59 (Standort)     | Mietshaus | neubarock, um 1900 | D-1-62-000-7275 | Mietshaus      |
| Volkartstraße 64 (Standort)     | Mietshaus | barockisierend, mit Mansarddach, 1927 von Karl Stöhr | D-1-62-000-7276 | Mietshaus      |
| Volkartstraße 66 (Standort)     | Mietshaus | neubarock, mit Lisenen, Zwerchgiebel und Stuck, 1901 von Müller und Böhm; Gruppe mit Nr. 68                                                                              | D-1-62-000-7277 | Mietshaus      |
| Volkartstraße 68/68a (Standort) | Mietshaus | neubarock, mit Lisenen und Zwerchgiebel, um 1900; Gruppe mit Nr. 66 | D-1-62-000-7278 | Mietshaus      |
| Volkartstraße 69 (Standort)     | Mietshaus | neubarock, um 1900 | D-1-62-000-7279 | Mietshaus      |
| Volkartstraße 70/70a (Standort) | Mietshaus | Jugendstil, mit Zwerchgiebel und sehr reichem Dekor, 1903 | D-1-62-000-7280 | weitere Bilder |
| Volkartstraße 72 (Standort)     | Mietshaus | Eckbau in deutscher Renaissance, um 1900 | D-1-62-000-7281 | weitere Bilder |
| Volkartstraße 73 (Standort)     | Mietshaus | deutsche Renaissance, 1903–04 | D-1-62-000-7282 | Mietshaus      |

### W
| Lage                                               | Objekt                                          | Beschreibung | Akten-Nr.        | Bild                      |
| -------------------------------------------------- | ----------------------------------------------- | --- | ---------------- | ------------------------- |
| Waisenhausstraße (Standort)                        | Hubertusbrunnen                                 | Brunnentempel mit Figuren außen und innen, 1907 vollendet, von Adolf von Hildebrand; bis 1937 vor dem Bayerischen Nationalmuseum in der Prinzregentenstraße, 1954 am Ostende des Nymphenburger Kanals wiedererrichtet. | D-1-62-000-7308  | weitere Bilder            |
| Waisenhausstraße 1 (Standort)                      | Wartehäuschen der Trambahn und Bedürfnisanstalt | erdgeschossiger Mansardsatteldachbau, jeweils giebelseitig mit Vorbauten, von Hans Grässel, 1906 | D-1-62-000-9995  | weitere Bilder            |
| Waisenhausstraße 4 (Standort)                      | Schlossartige Villa                             | neubarock, um 1925; von Hans Schnetzer (mit Robert Vorhoelzer und Walther Schmidt); „Präsidentenvilla“ in großem Garten mit zwei pfeilerflankierten Gartentoren | D-1-62-000-7306  | weitere Bilder            |
| Waisenhausstraße 20 (Standort)                     | Städtisches Waisenhaus                          | Dreiflügelbau, 1896–99 von Hans Grässel; in der originalen Neubarockform nur der Nordflügel entlang der St.-Galler-Straße erhalten, mit prächtigem Westgiebel; die Auffahrtsallee am Nymphenburger Kanal im Osten abschließend; vergleiche auch Ensemble Dom-Pedro-Platz.                                                                               | D-1-62-000-7307  | weitere Bilder            |
| Waisenhausstraße 43 (Standort)                     | Mietshaus                                       | historisierender Eckbau, 1910 von Franz Boettge | D-1-62-000-7309  | weitere Bilder            |
| Waisenhausstraße 50 (Standort)                     | Wohnhaus                                        | zweigeschossiger verputzter Walmdachbau mit Putzgliederung und Bauskulptur im Heimatstil und zwei großen zwerchhausartigen Satteldachgauben, vom Baugeschäft J. Kössler und Söhne, 1925; Einfriedung und Treppenanlage aus Stampfbeton, gleichzeitig | D-1-62-000-11060 | Wohnhaus                  |
| Waisenhausstraße 63/65 (Standort)                  | Mietshaus                                       | neubarock, reich gegliedert, um 1904 von Josef Kössler; Vorgartenzaun; malerische Gruppe mit Nr. 65, 67 und Klugstraße 53 | D-1-62-000-7311  | Mietshaus                 |
| Waisenhausstraße 67 (Standort)                     | Mietshaus                                       | neubarock, reich gegliedert, 1913 von Josef Kössler; malerische Gruppe mit Nr. 63, 65 und Klugstraße 53 | D-1-62-000-7313  | Mietshaus                 |
| Wendl-Dietrich-Straße 2 (Standort)                 | Mietshaus                                       | barockisierender Eckbau, mit Putzgliederung und Eisenbalkonen, bezeichnet 1912; Gruppe mit Nr. 4 | D-1-62-000-7389  | weitere Bilder            |
| Wendl-Dietrich-Straße 4 (Standort)                 | Mietshaus                                       | barockisierend, mit Putzgliederung und Eisenbalkonen, um 1912; Gruppe mit Nr. 2 | D-1-62-000-7390  | Mietshaus                 |
| Wendl-Dietrich-Straße 5 (Standort)                 | Mietshaus                                       | barockisierender Eckbau, um 1910; Pendant zu Nr. 9 | D-1-62-000-7391  | Mietshaus                 |
| Wendl-Dietrich-Straße 6 (Standort)                 | Mietshaus                                       | später Jugendstil, Anfang 20. Jahrhundert | D-1-62-000-7392  | Mietshaus                 |
| Wendl-Dietrich-Straße 7 (Standort)                 | Mietshaus                                       | mit Putzgliederung, 1913/14 von Martin Esterl und Max Deschl | D-1-62-000-7393  | Mietshaus                 |
| Wendl-Dietrich-Straße 8 (Standort)                 | Mietshaus                                       | später Jugendstil, Anfang 20. Jahrhundert | D-1-62-000-7394  | Mietshaus                 |
| Wendl-Dietrich-Straße 9 (Standort)                 | Mietshaus                                       | barockisierender Eckbau, mit Reliefs, um 1910; Pendant zu Nr. 5 | D-1-62-000-7395  | weitere Bilder            |
| Wendl-Dietrich-Straße 10 (Standort)                | Mietshaus                                       | Eckbau im späten Jugendstil, Anfang 20. Jahrhundert | D-1-62-000-7396  | Mietshaus                 |
| Wendl-Dietrich-Straße 12 (Standort)                | Mietshaus                                       | Eckbau im späten Jugendstil, Anfang 20. Jahrhundert | D-1-62-000-7397  | Mietshaus                 |
| Wendl-Dietrich-Straße 16 (Standort)                | Mietshaus                                       | barockisierend, reich gegliedert, um 1910; Gruppe mit Nr. 18 | D-1-62-000-7398  | Mietshaus                 |
| Wendl-Dietrich-Straße 18 (Standort)                | Mietshaus                                       | barockisierend, reich gegliedert, um 1910; Gruppe mit Nr. 16 | D-1-62-000-7399  | Mietshaus                 |
| Wendl-Dietrich-Straße 20 (Standort)                | Jugendherberge                                  | neuklassizistisch mit Erdgeschossarkaden, 1926 von Max Fleissner | D-1-62-000-7400  | Jugendherberge            |
| Wendl-Dietrich-Straße 22 (Standort)                | Mietshaus                                       | barockisierender Eckbau, Anfang 20. Jahrhundert | D-1-62-000-7402  | Mietshaus                 |
| Wendl-Dietrich-Straße 23/25/27/29/31/33 (Standort) | Teil einer Wohnanlage                           | 1930/31 von Otho Orlando Kurz und Eduard Herbert; siehe Arnulfstraße 214/216/218/220/222/224 | D-1-62-000-416   | Teil einer Wohnanlage     |
| Wendl-Dietrich-Straße 70 (Standort)                | Brunnen mit Figur                               | Knabe auf Waller, 1931 von Ferdinand Liebermann | D-1-62-000-7404  | Brunnen mit Figur         |
| Wilderich-Lang-Straße 3 (Standort)                 | Mietshaus                                       | Jugendstil, mit Stuckdekor, Anfang 20. Jahrhundert | D-1-62-000-7539  | Mietshaus                 |
| Wilderich-Lang-Straße 9 (Standort)                 | Mietshaus                                       | Eckbau im barockisierenden Jugendstil, mit Erkern und Giebeln, Anfang 20. Jahrhundert; Gruppe mit Blücherstraße 7. | D-1-62-000-7540  | Mietshaus                 |
| Wilderich-Lang-Straße 12 (Standort)                | Mietshaus                                       | barockisierender Eckbau, mit Erker, Anfang 20. Jahrhundert; samt Rückgebäude im gleichen Stil; Gruppe mit Nr. 14 | D-1-62-000-7541  | Mietshaus                 |
| Wilderich-Lang-Straße 14 (Standort)                | Mietshaus                                       | barockisierender Eckbau, mit Erker, Anfang 20. Jahrhundert; Gruppe mit Nr. 12 | D-1-62-000-7542  | Mietshaus                 |
| Wilhelm-Düll-Straße 1/3/5/7/9 (Standort)           | Reihenhausgruppe                                | historisierend, 1900–02 von Rudolf Hofmann; Nr. 3 und 5 mit gemeinsamem Jugendstil-Eisenbalkon und Datum 1902 | D-1-62-000-7545  | weitere Bilder            |
| Wilhelm-Düll-Straße 2/4/6 (Standort)               | Reihenhausgruppe                                | deutsche Renaissance, um 1900; vergleiche Nr. 8/10 | D-1-62-000-7546  | Reihenhausgruppe          |
| Wilhelm-Düll-Straße 8/10 (Standort)                | Reihenhäuser                                    | historisierend, Anfang 20. Jahrhundert; im Anschluss an die Gruppe Nr. 2/4/6 | D-1-62-000-7552  | Reihenhäuser              |
| Wilhelm-Düll-Straße 11 (Standort)                  | Malerische Reihenhausgruppe                     | Jugendstil, Nr. 21 bezeichnet 1906, von Rudolf Hofmann | D-1-62-000-7555  | weitere Bilder            |
| Wilhelm-Düll-Straße 15/17/19/21 (Standort)         | Malerische Reihenhausgruppe                     | Jugendstil, Nr. 21 bezeichnet 1906, von Rudolf Hofmann | D-1-62-000-7555  | weitere Bilder            |
| Wilhelm-Düll-Straße 18/20/22 (Standort)            | Reihenhausgruppe                                | Jugendstil, Anfang 20. Jahrhundert | D-1-62-000-7556  | Reihenhausgruppe          |
| Wilhelm-Düll-Straße 23 (Standort)                  | Malerische Reihenhausgruppe                     | Jugendstil, Nr. 21 bezeichnet 1906, von Rudolf Hofmann | D-1-62-000-7555  | weitere Bilder            |
| Winthirplatz (Standort)                            | Winthirsäule                                    | 15. Jahrhundert | D-1-62-000-7600  | weitere Bilder            |
| Winthirplatz (Standort)                            | Gänsebrunnen                                    | mit Bronzegruppe dreier Gänse, 1928 von Hans Stengel | D-1-62-000-7600  | weitere Bilder            |
| Winthirplatz 6 (Standort)                          | Volksschule                                     | historisierender Gruppenbau, 1911–12 von Robert Rehlen | D-1-62-000-7599  | weitere Bilder            |
| Winthirstraße 9a (Standort)                        | Mietshaus                                       | Neurenaissance, um 1890; Gruppe mit Nr. 9b | D-1-62-000-7601  | weitere Bilder            |
| Winthirstraße 9b (Standort)                        | Mietshaus                                       | Neurenaissance, um 1890; Gruppe mit Nr. 9a | D-1-62-000-7602  | weitere Bilder            |
| Winthirstraße 11 (Standort)                        | Mietshaus                                       | Neurenaissance, mit Turmerker an der Ecke, reich gegliedert, um 1890. | D-1-62-000-7603  | weitere Bilder            |
| Winthirstraße 13a (Standort)                       | Mietshaus                                       | historisierend, mit Erkern, um 1910 | D-1-62-000-7604  | weitere Bilder            |
| Winthirstraße 15 (Standort)                        | Katholische Kirche Mariä Himmelfahrt            | (sogenannte Winthirkirchlein), ehemalige Dorfkirche von Neuhausen, im Kern gotisch (15. Jahrhundert), umgebaut im 17., 18., 19. Jahrhundert sowie 1931–33 von Richard Berndl; mit Ausstattung; ringsum sich nach Osten erstreckender Friedhof; an der Außenseite der Kirche und auf dem Friedhof zahlreiche historische und künstlerische Grabdenkmäler | D-1-62-000-7605  | weitere Bilder            |
| Winthirstraße 21 (Standort)                        | Mietshaus                                       | Jugendstil-Eckbau, mit Erkern, Anfang 20. Jahrhundert | D-1-62-000-7606  | Mietshaus                 |
| Winthirstraße 35 (Standort)                        | Mietshaus                                       | später Jugendstil, mit Erker und Eckgiebel, um 1910; Vorgartenzaun mit Jugendstilportal; symmetrische Gruppe mit Nr. 35a | D-1-62-000-7607  | Mietshaus                 |
| Winthirstraße 35a (Standort)                       | Mietshaus                                       | später Jugendstil, mit Erker und Eckgiebel, um 1910; Vorgartenzaun mit Jugendstilportal; symmetrische Gruppe mit Nr. 35 | D-1-62-000-7608  | Mietshaus                 |
| Winthirstraße 37/39 (Standort)                     | Niedriger Doppelhausblock                       | biedermeierlich, mit Ecktürmchen, wohl 3. Viertel 19. Jahrhundert | D-1-62-000-7609  | Niedriger Doppelhausblock |

### Y
| Lage                         | Objekt                   | Beschreibung | Akten-Nr.        | Bild           |
| ---------------------------- | ------------------------ | --- | ---------------- | -------------- |
| Ysenburgstraße 1 (Standort)  | Mietshaus                | viergeschossiger neubarocker Mansardwalmdachbau mit durch Erker und Zwerchhaus betonter Mittelachse, Putzgliederung und Stuckdekor, bezeichnet 1900                                                                           | D-1-62-000-7701  | Mietshaus      |
| Ysenburgstraße 2 (Standort)  | Mietshaus                | viergeschossiger Mansardwalmdachbau in Formen der deutschen Renaissance mit übergiebeltem Mittelrisalit und reich stuckiertem Erker, um 1900                                                                                  | D-1-62-000-7702  | weitere Bilder |
| Ysenburgstraße 3 (Standort)  | Mietshaus und Gaststätte | viergeschossiger Satteldachbau in Formen der deutschen Renaissance mit mittigem Giebelerker, turmartigem Eckaufsatz und reicher Stuckgliederung, von Benedikt Beggel, 1901/02; mit Einfriedung, bauzeitlich; Gruppe mit Nr. 5 | D-1-62-000-7703  | weitere Bilder |
| Ysenburgstraße 5 (Standort)  | Mietshaus                | viergeschossiger Satteldachbau in deutschen Renaissanceformen mit mittigem Giebelerker, turmartigem Eckaufsatz und Stuckgliederung, von Benedikt Beggel, 1901/02; mit Einfriedung, bauzeitlich; Gruppe mit Nr. 3              | D-1-62-000-7704  | Mietshaus      |
| Ysenburgstraße 7 (Standort)  | Mietshaus                | viergeschossiger Mansardwalmdachbau mit Eckturm, Mittelerker, übergiebeltem Seitenrisalit und Jugendstildekor, um 1900; zugehörig Einfriedung, gleichzeitig                                                                   | D-1-62-000-7705  | weitere Bilder |
| Ysenburgstraße 9 (Standort)  | Einfriedung              | Pfosten aus Stampfbeton mit reichverziertem Geländer aus Schmiedeeisen, um 1900. | D-1-62-000-11056 | Einfriedung    |
| Ysenburgstraße 11 (Standort) | Mietshaus                | viergeschossiger Mansardwalmdachbau mit Eckturm und Jugendstildekor, von Konrad Böhm, 1901; mit Einfriedung, bauzeitlich; Gruppe mit Nr. 13                                                                                   | D-1-62-000-7706  | weitere Bilder |
| Ysenburgstraße 12 (Standort) | Mietshaus                | Neurenaissance, mit Erker, 1903 von Josef Rössler | D-1-62-000-7707  | Mietshaus      |
| Ysenburgstraße 13 (Standort) | Mietshaus                | stattlicher Jugendstilbau, mit Turmerker an der Ecke, drei Erkern, zwei Zwerchgiebeln sowie plastischem und Stuckdekor, 1899–1900 von Georg Müller; Gruppe mit Nr. 11                                                         | D-1-62-000-7708  | Mietshaus      |
| Ysenburgstraße 18 (Standort) | Mietshaus                | Neurenaissance, mit Stuckdekor, Ende 19. Jahrhundert | D-1-62-000-7709  | Mietshaus      |

### Z
| Lage                                         | Objekt                     | Beschreibung | Akten-Nr.       | Bild                       |
| -------------------------------------------- | -------------------------- | --- | --------------- | -------------------------- |
| Zum Künstlerhof (Standort)                   | Brunnen mit Storchengruppe | aus Bronze, 1929 von Emil Manz | D-1-62-000-7780 | Brunnen mit Storchengruppe |
| Zum Künstlerhof 13/15/17/19/21/25 (Standort) | Künstleratelierbauten      | 1929/30 von Ulrich Seeck im Rahmen der Großsiedlung Neuhausen der Gemeinnützigen Wohnungsfürsorge München in Formen der Neuen Sachlichkeit errichtet. | D-1-62-000-7779 | Künstleratelierbauten      |

## Ehemalige Baudenkmäler
In diesem Abschnitt sind Objekte aufgeführt, die früher einmal in der Denkmalliste eingetragen waren, jetzt aber nicht mehr. Objekte, die in anderem Zusammenhang – also z. B. als Teil eines Baudenkmals – weiter eingetragen sind, sollen hier nicht aufgeführt werden. Aktennummern in diesem Abschnitt sind ehemalige, jetzt nicht mehr gültige Aktennummern.

| Lage                                                               | Objekt                       | Beschreibung | Akten-Nr.       | Bild                         |
| ------------------------------------------------------------------ | ---------------------------- | --- | --------------- | ---------------------------- |
| Burghausener Straße 4 (Standort)                                   | Mietshaus                    | Jugendstil-Eckbau, mit Erkern, 1909 von Paul Dietze. In der aktuellen Denkmalliste nicht aufgeführt. | D-1-62-000-1029 | weitere Bilder               |
| Fuetererstraße 2 (Standort)                                        | Villa                        | zweigeschossiger Mansarddachbau mit neuklassizistischer Fassadengliederung, Mittelrisalit und Altane, von Ludwig Grothe, 1924 2009 wegen Reduzierung des historischen Baubestandes aus der Denkmalliste gestrichen | D-1-62-000-8482 | Villa                        |
| Gerner Straße 1/1a/3/3a; Nördliche Auffahrtsallee 18/19 (Standort) |                              | wegen fehlender Aussagekraft aus der Denkmalliste gestrichen | D-1-62-000-2130 |                              |
| Nymphenburger Straße 104 (Standort)                                | Fassade eines Vorstadthauses | aus dem mittleren 19. Jahrhundert; 1884 aufgestockt, Baukörper und Dachausbau Neubauten von 1985/86; Gruppe mit Nr. 96, 98, 102 und 106 wegen starker Überformung aus der Denkmalliste gestrichen                  | D-1-62-000-4836 | Fassade eines Vorstadthauses |
| Nymphenburger Straße 209 (Standort)                                | Vorstadthaus                 | biedermeierlich, mit spätklassizistischem Stuck, um 1850/60 wegen starker Überformung aus der Denkmalliste gestrichen                                                                                              | D-1-62-000-4861 | Vorstadthaus                 |
| Volkartstraße 56 (Standort)                                        | Mietshaus                    | zweigeschossig mit Mansarddach und Eckgiebel, spätes 19. Jahrhundert wegen starker Überformung aus der Denkmalliste gestrichen                                                                                     | D-1-62-000-7274 | Mietshaus                    |
| Wilhelm-Düll-Straße 13 (Standort)                                  | Reihenhausgruppe             | Malerische Reihenhausgruppe, Jugendstil, Nr. 21 bezeichnet 1906, von Rudolf Hofmann 2001 aus der Denkmalliste gestrichen                                                                                           | D-1-62-000-7555 | Reihenhausgruppe             |
| Winthirstraße 25 (Standort)                                        | Mietshaus                    | aus der Denkmalliste gestrichen | D-1-62-000-3711 | Mietshaus                    |